# Biserica de lemn din Nistorești, Gorj

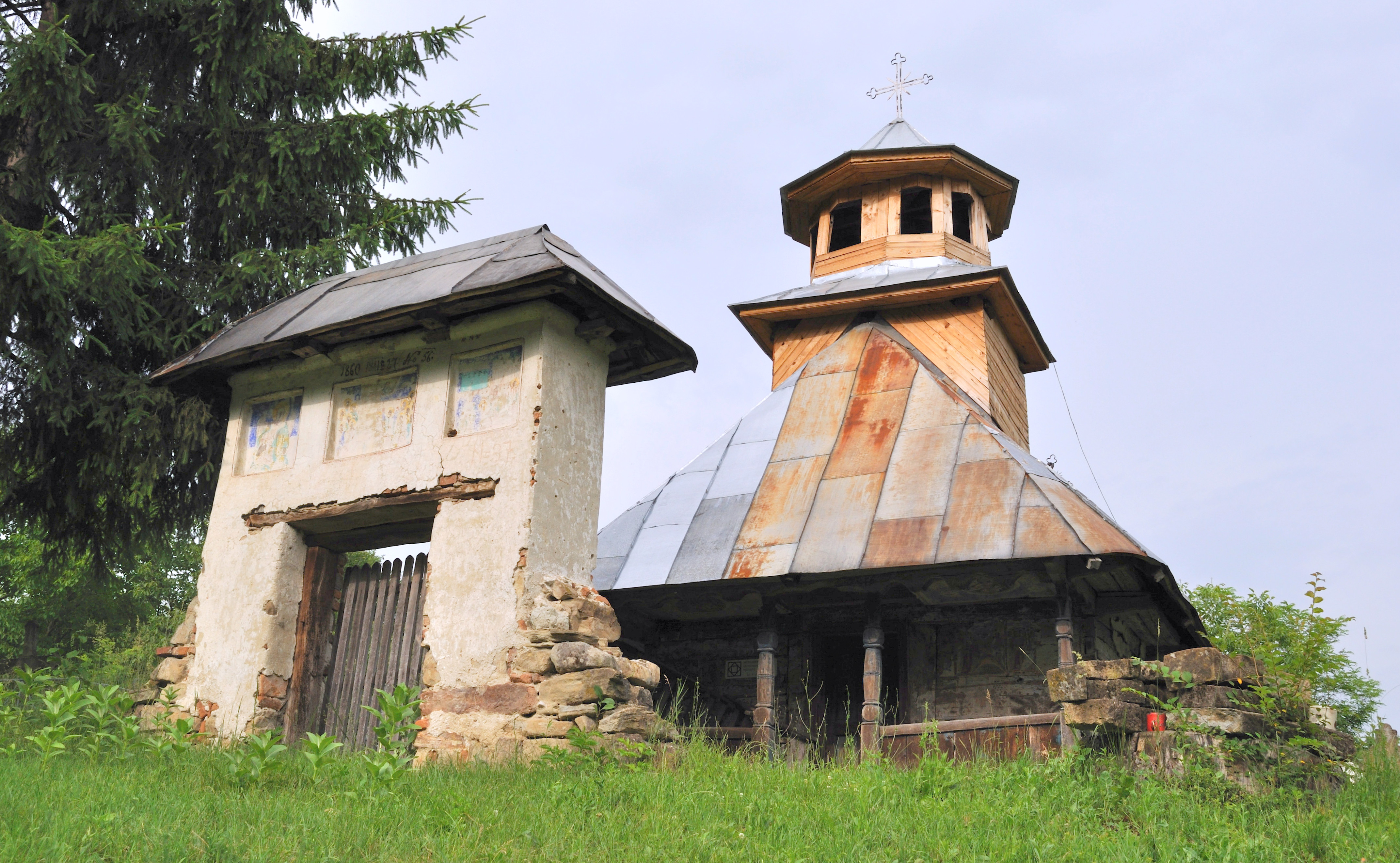
Biserica de lemn „Sfinții Voievozi” din Nistorești, judeţul Gorj, foto: iunie 2010.

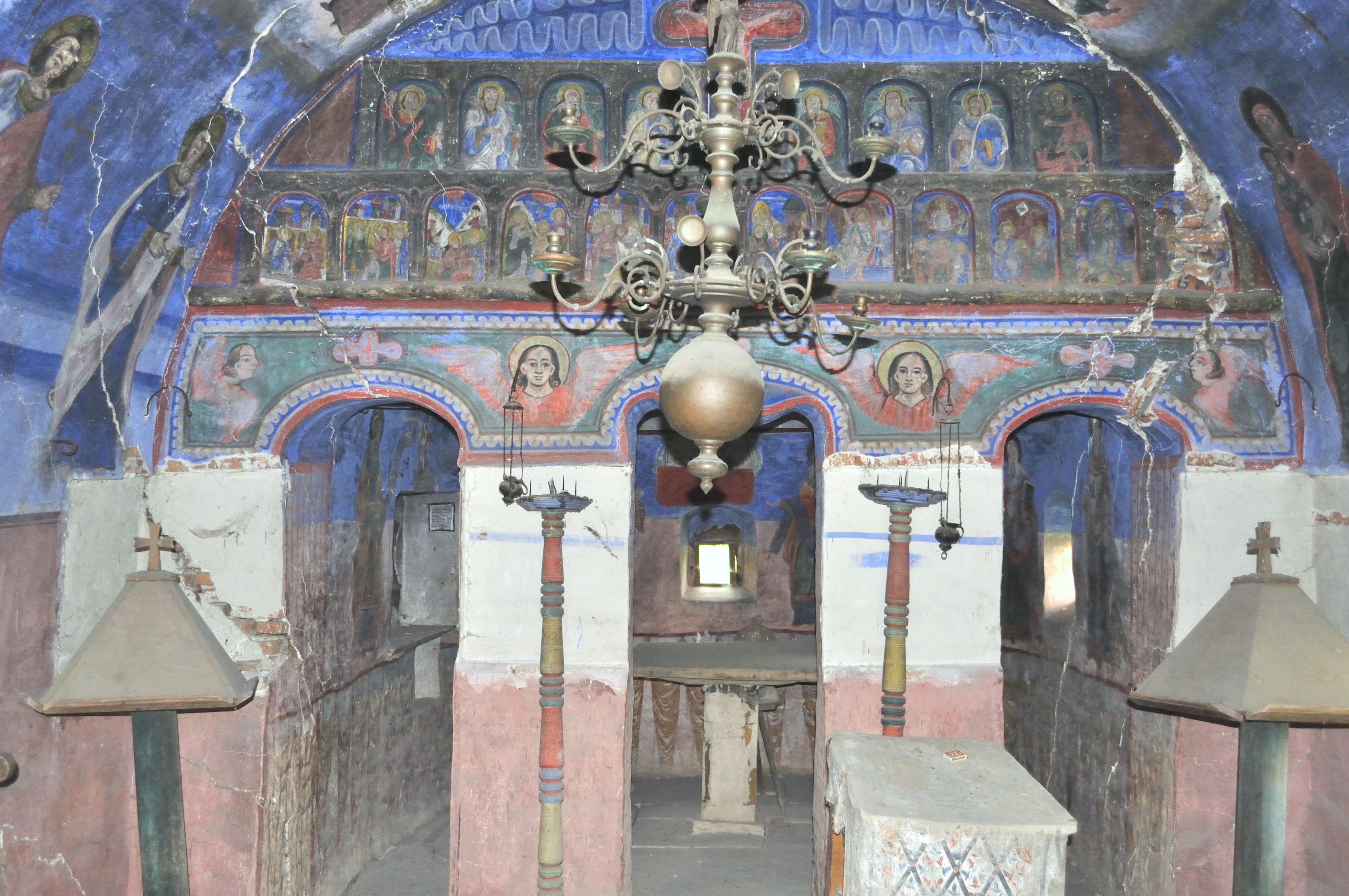
Iconostasul bisericii

Biserica de lemn din Nistorești, comuna Alimpești, județul Gorj, a fost construită în 1750. Are hramul „Sfinții Voievozi”. Biserica se află pe noua listă a monumentelor istorice sub codul LMI:  GJ-II-m-B-09337.

## Istoric și trăsături
Biserica cu hramul „Sfinții Voievozi” din satul Nistorești a traversat trei secole de existență zbuciumată. Momentele de cumpănă nu au ocolit-o nici în ultimii ani. Construirea unei noi biserici de zid și faptul că nu mai este folosită pentru cult a dus, ca și în cazul multor alte biserici de lemn, la degradarea acesteia într-un ritm accelerat. Alte două evenimente nefericite au afectat bisericuța de lemn din Nistorești. În timpul unei furtuni, stejarul secular aflat în imediata vecinătate a bisericii s-a rupt în patru bucăți. Cea mai mare dintre acestea s-a prăbușit peste biserică dărâmând turnul, care ulterior a fost refăcut. Hoții au spart biserica și au furat, cu două excepții, toate icoanele vechi, valoroase, pictate pe lemn de prun, care nu au mai fost recuperate. 

## Imagini din interior

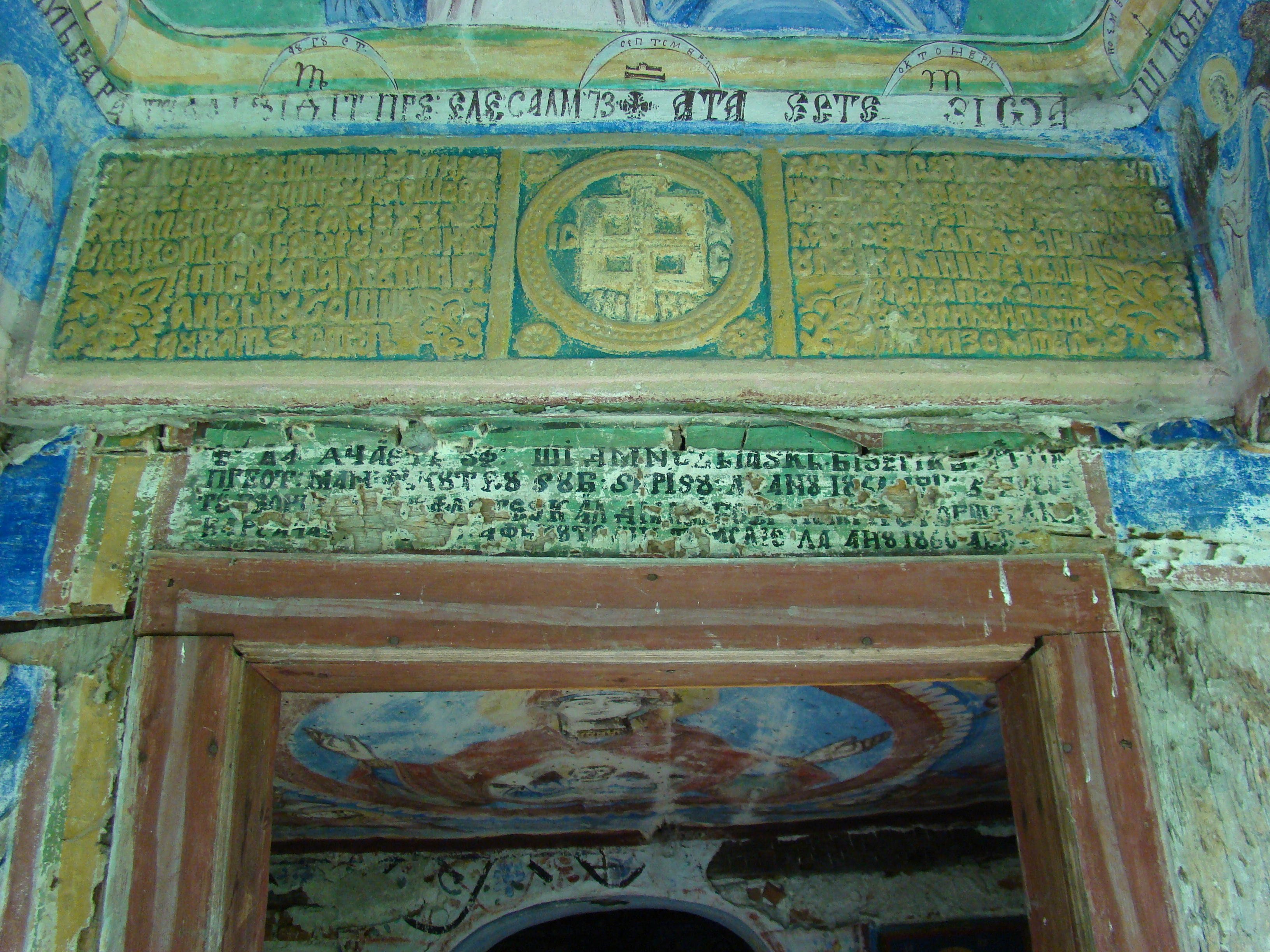
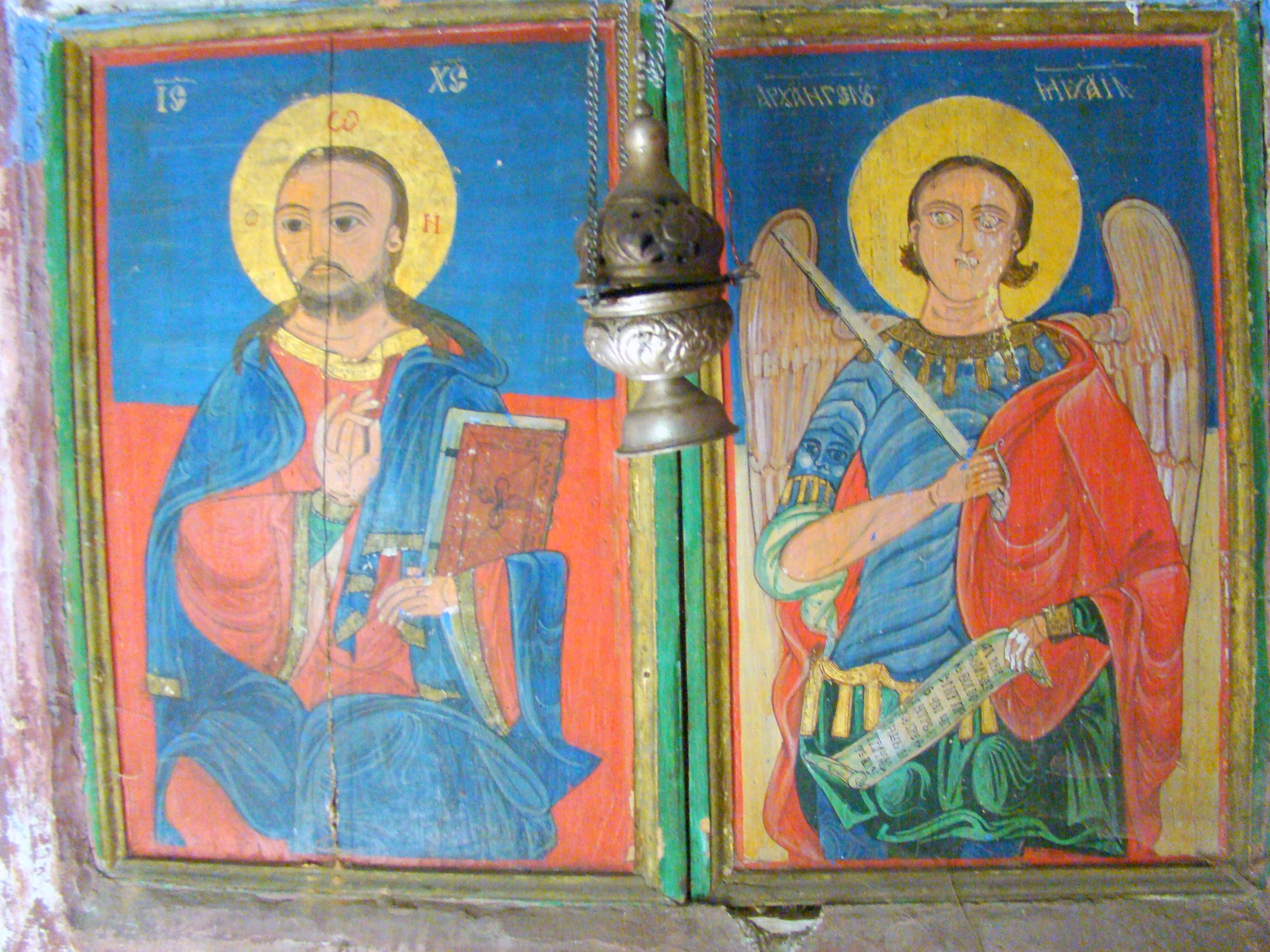
Singurele icoane pictate pe lemn de prun care au mai rămas în patrimoniul bisericii: „Iisus binecuvântând” și „Arhanghelul Mihail”.
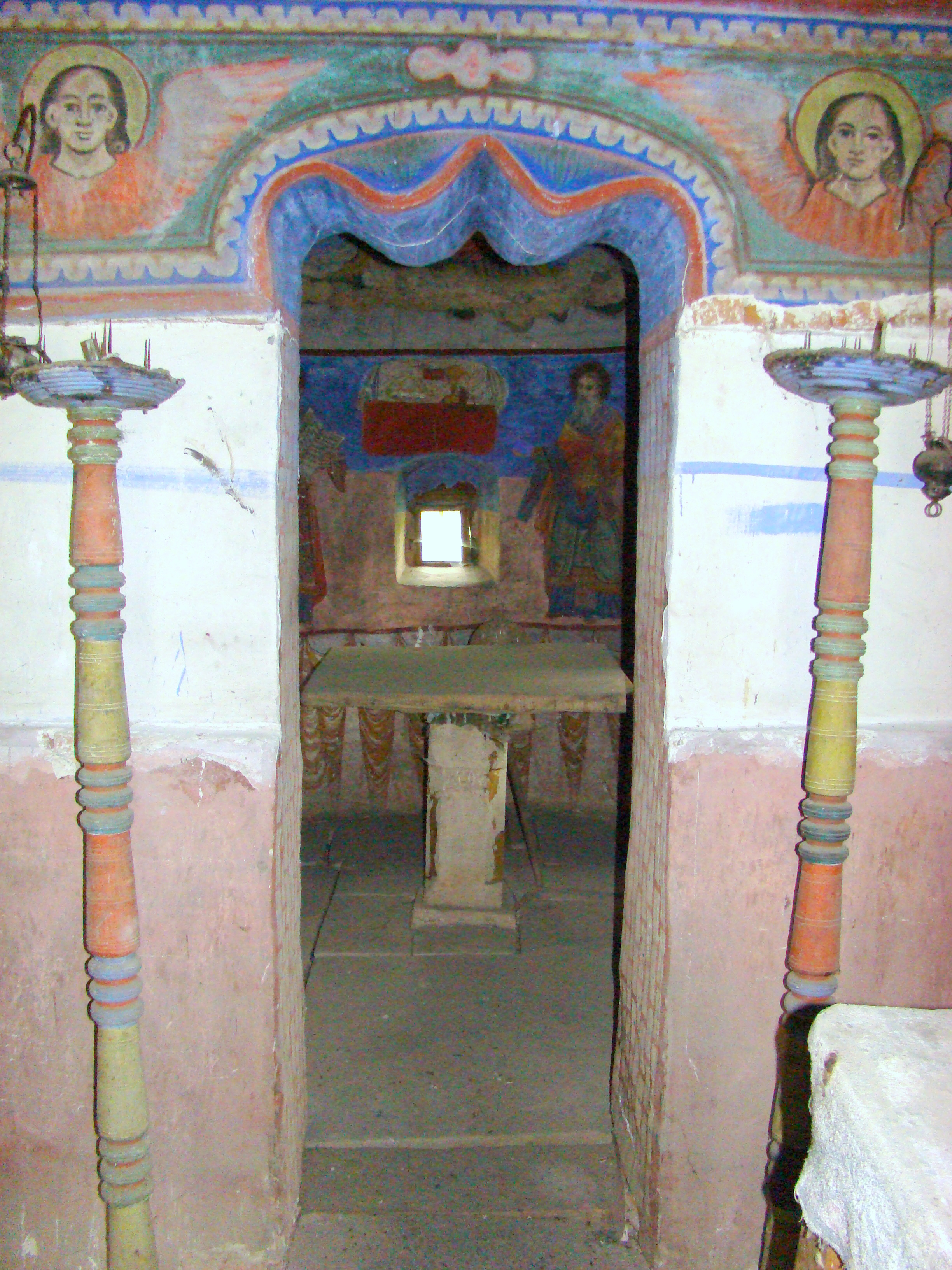
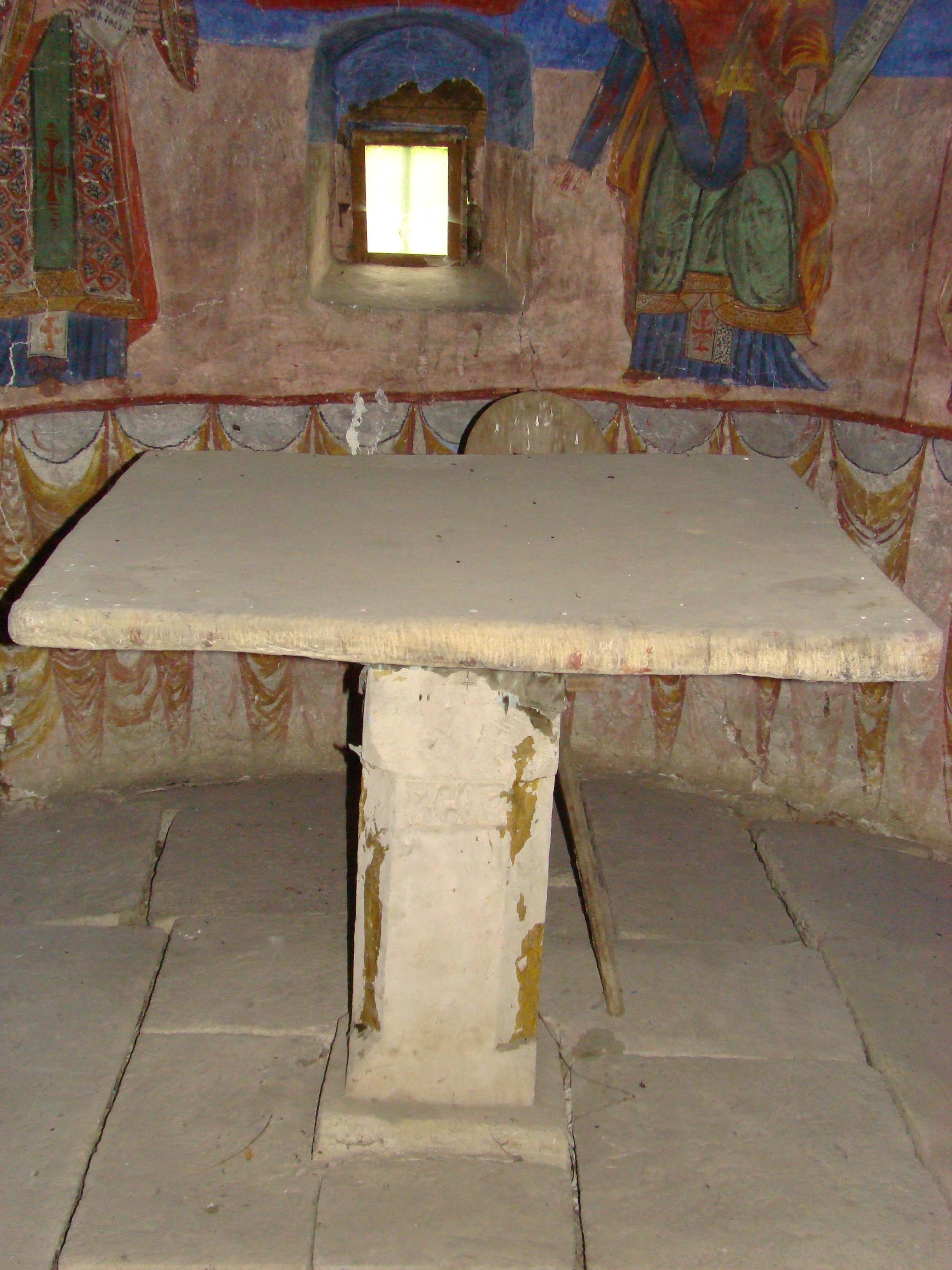
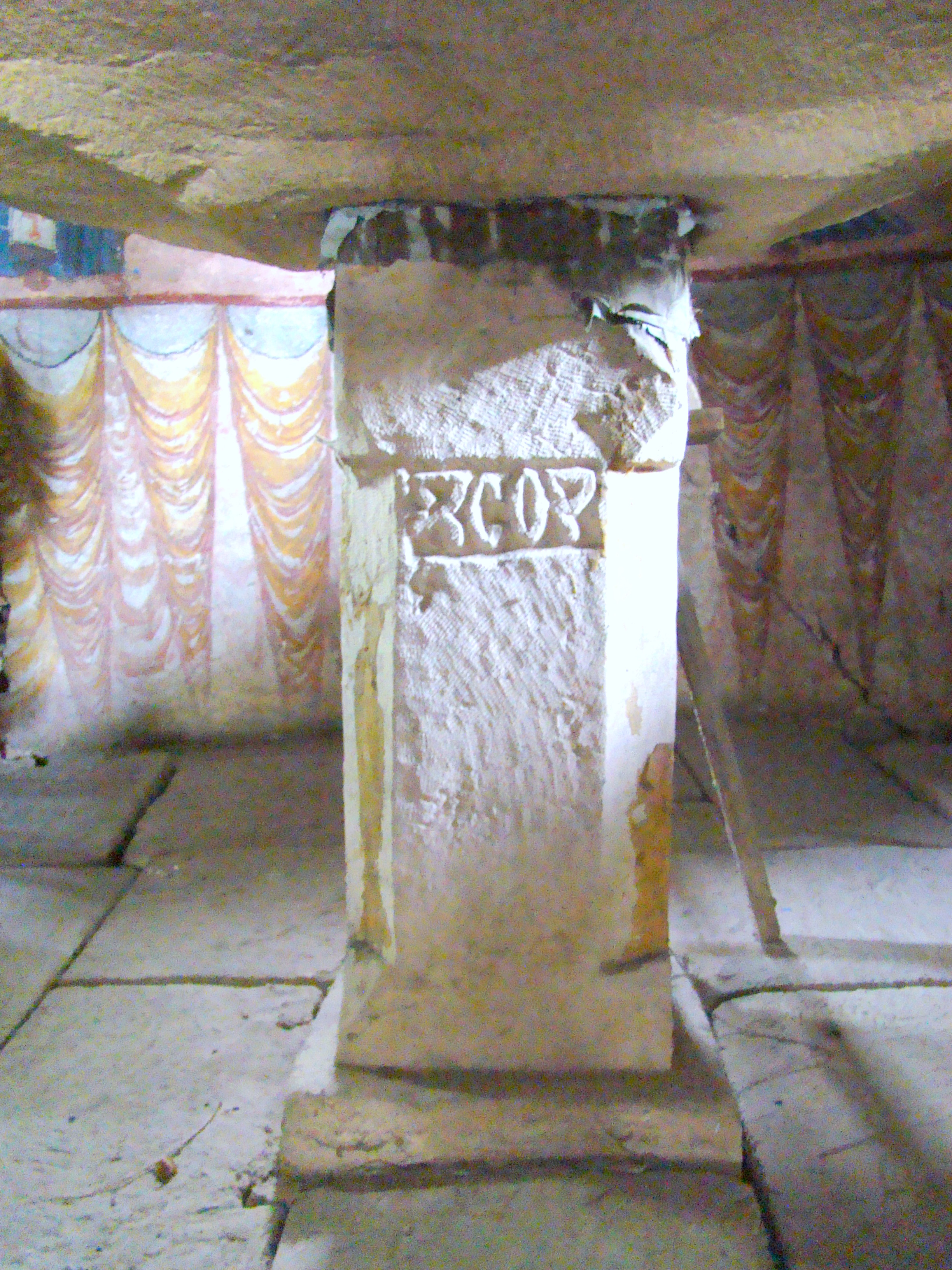
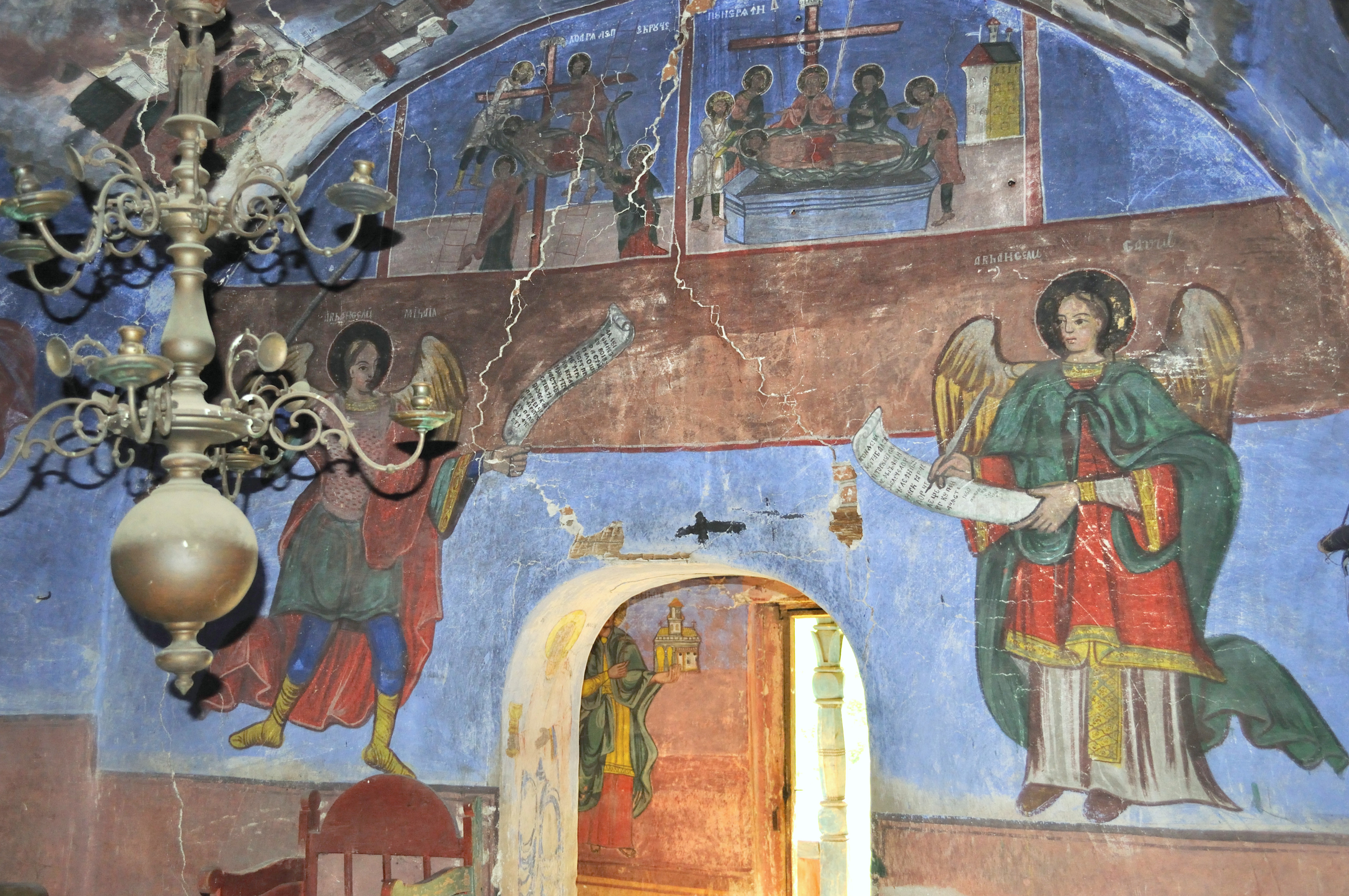
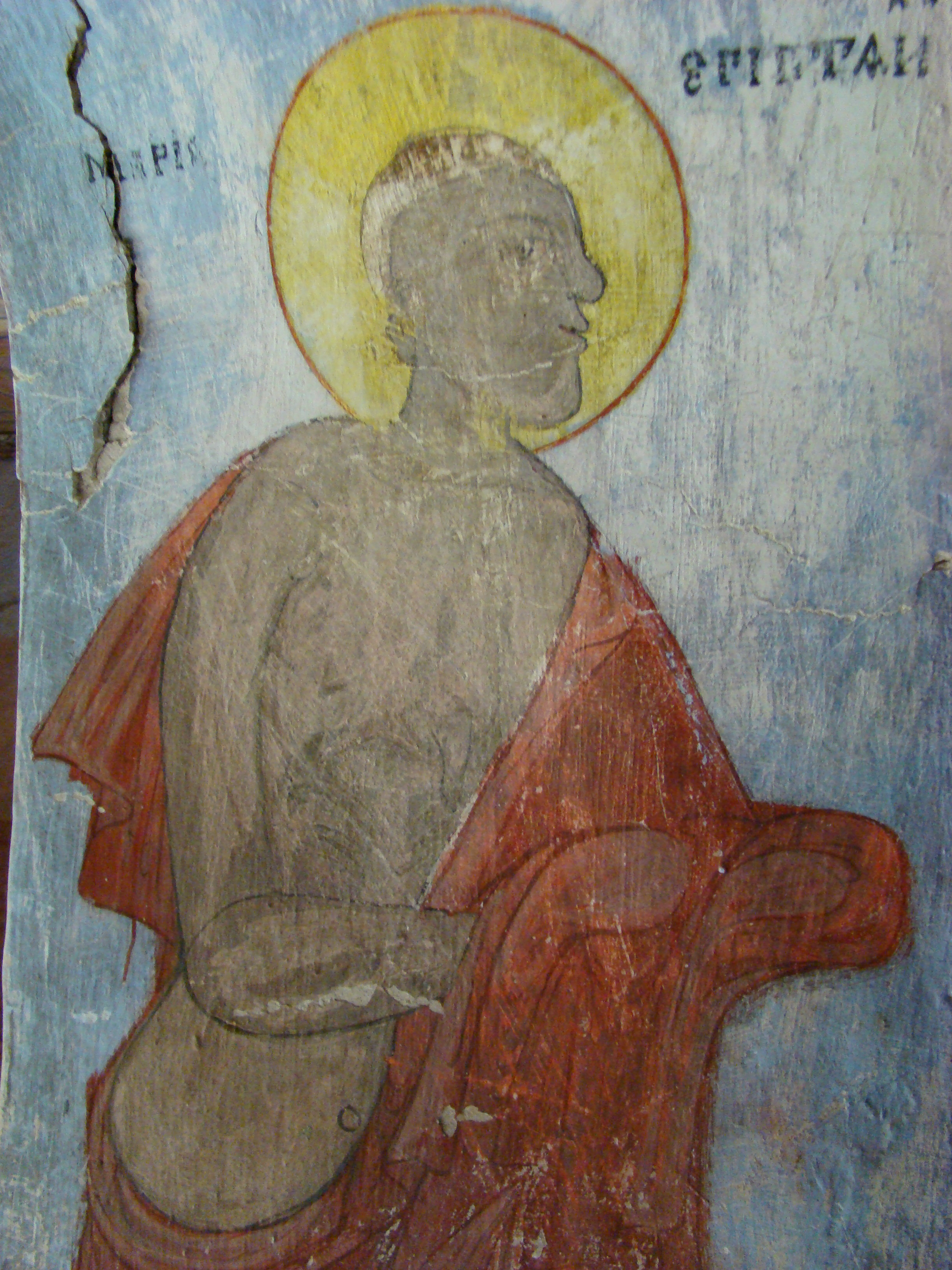
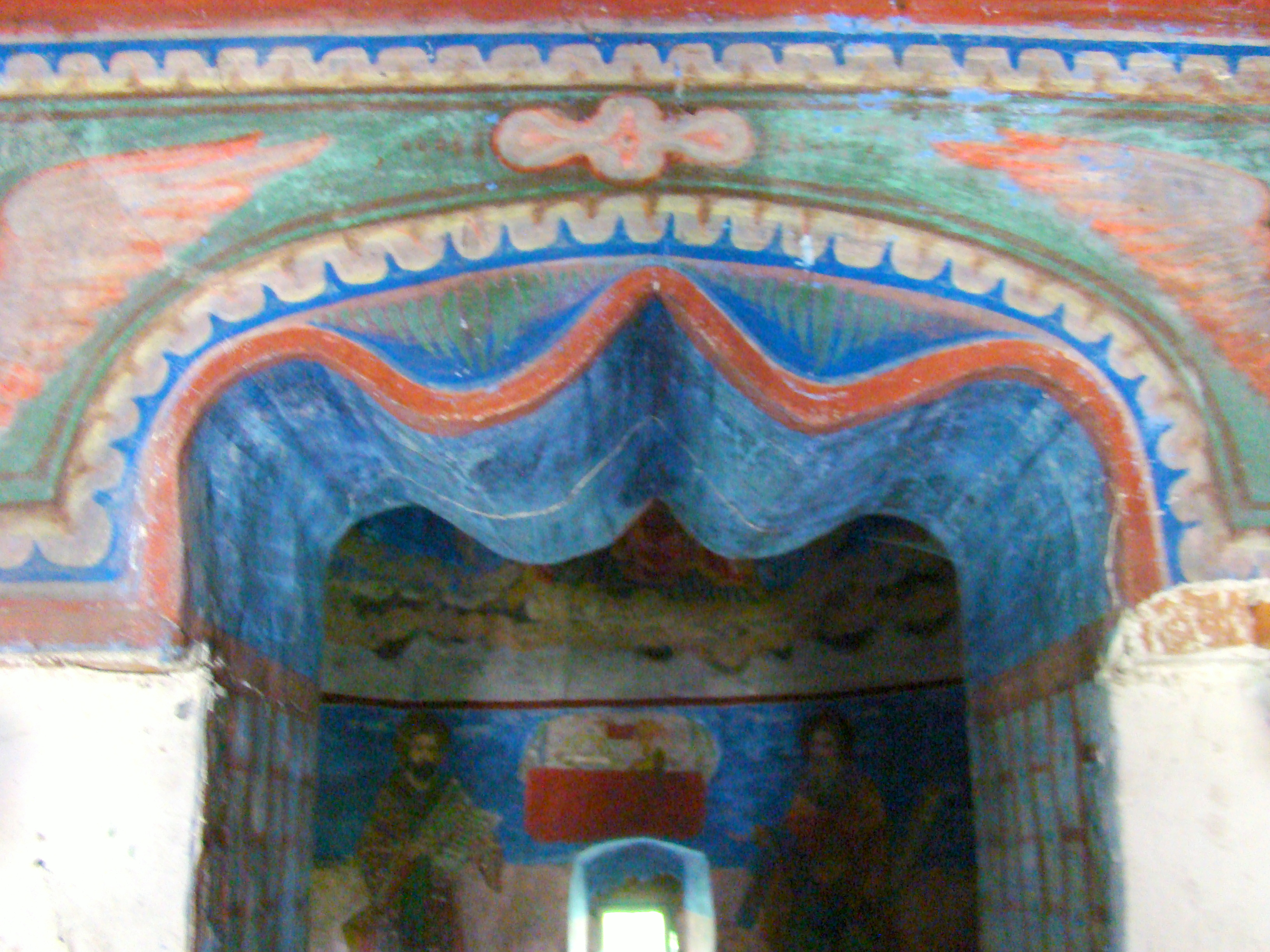
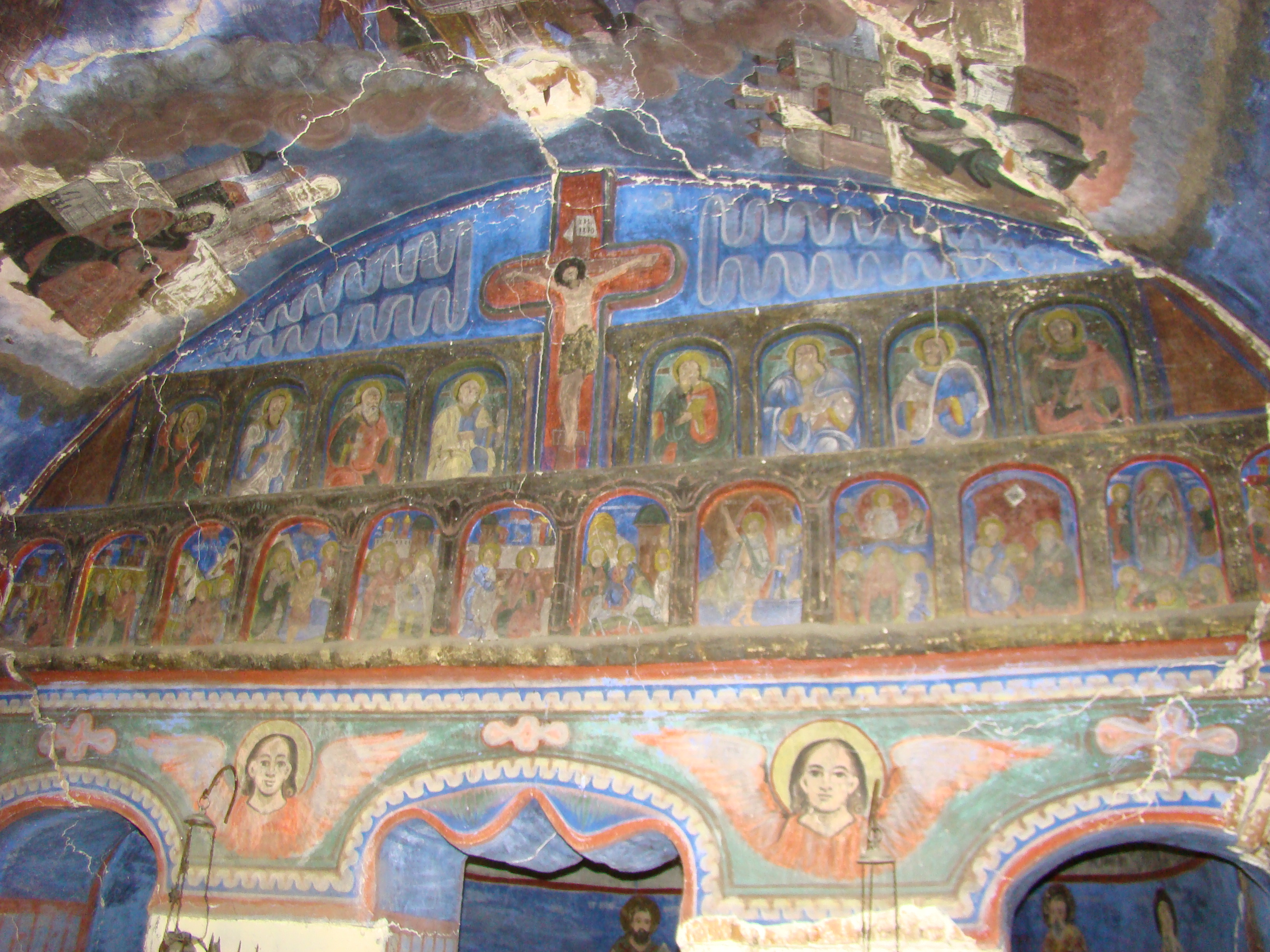
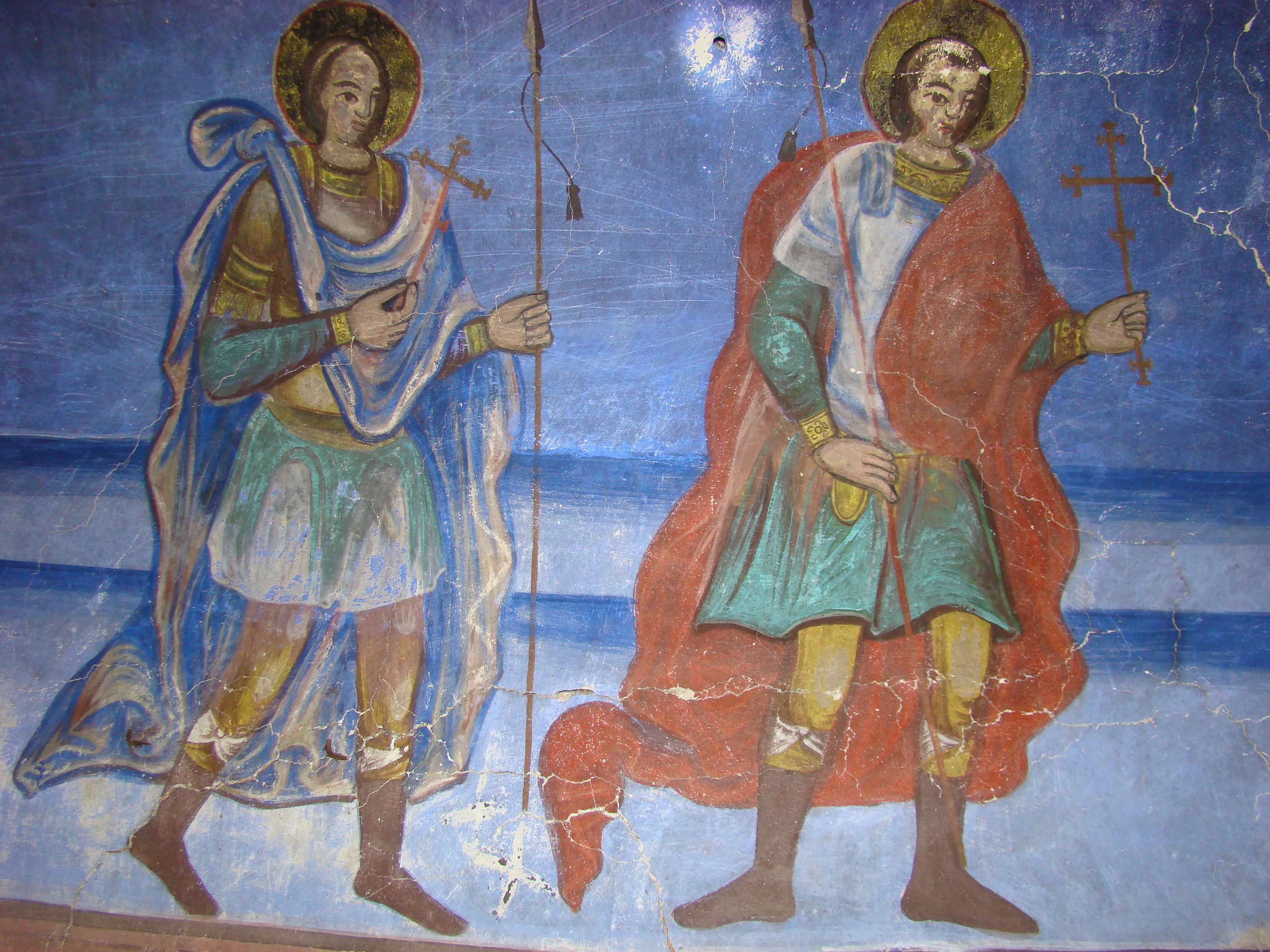
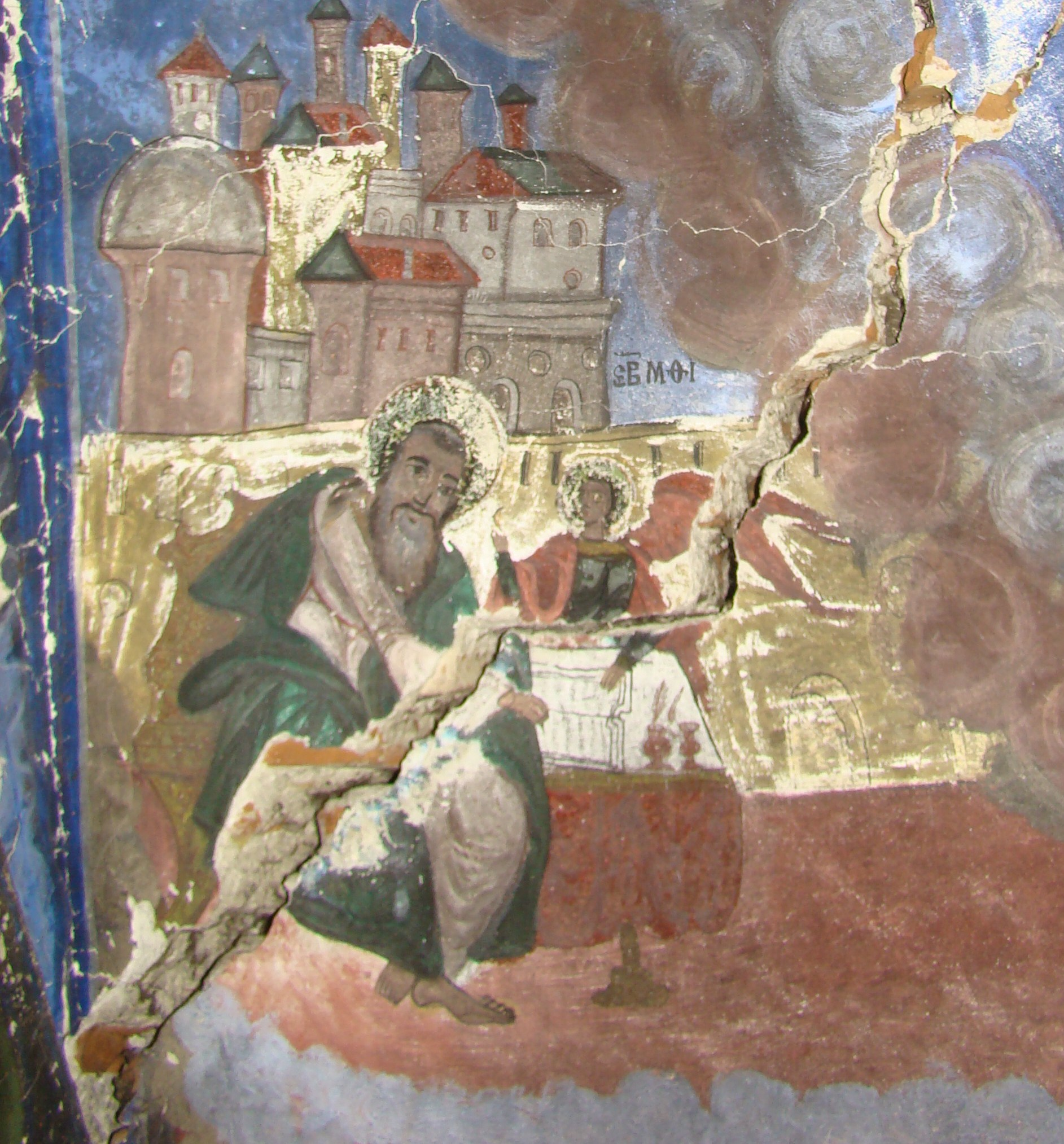
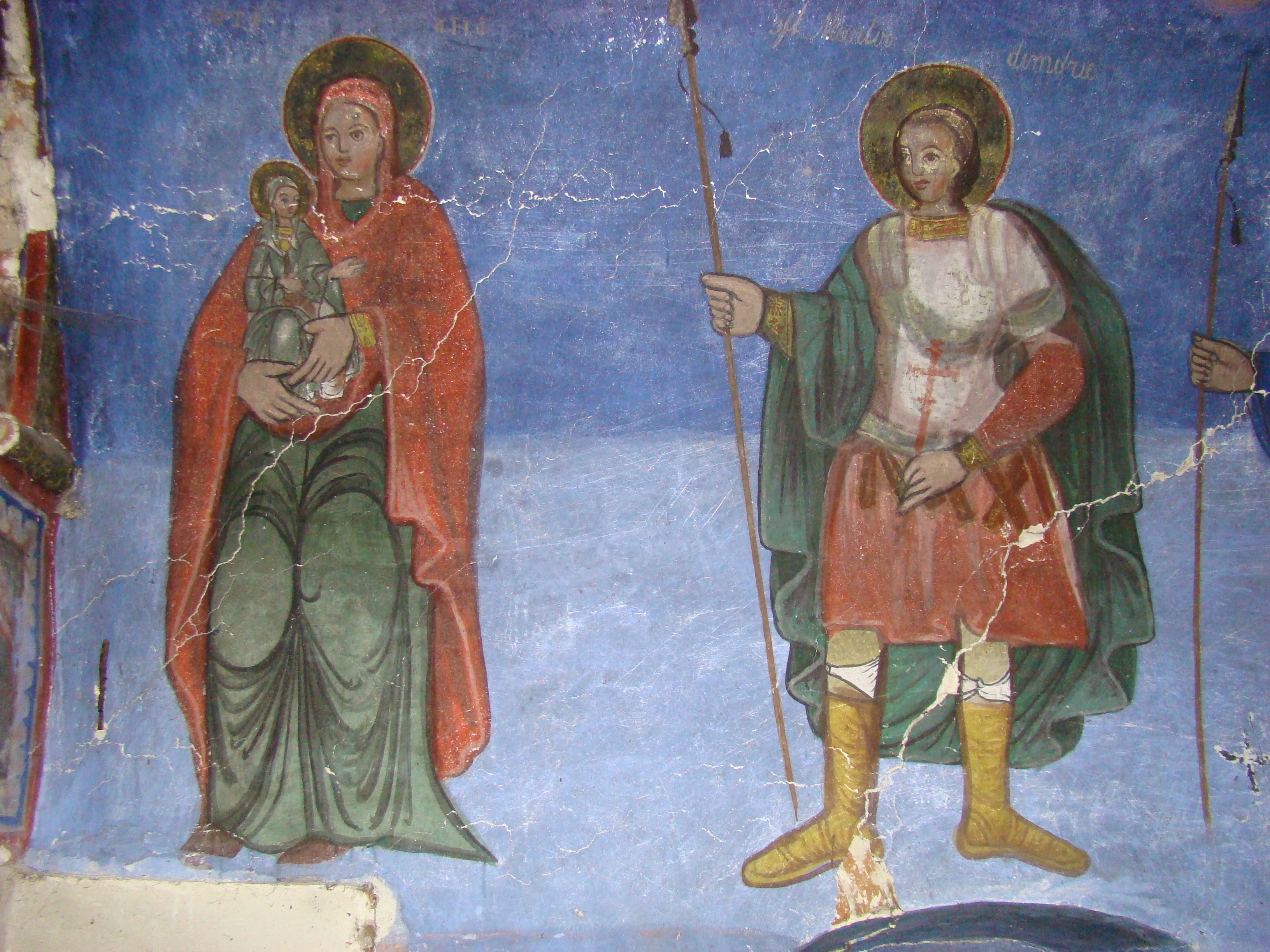
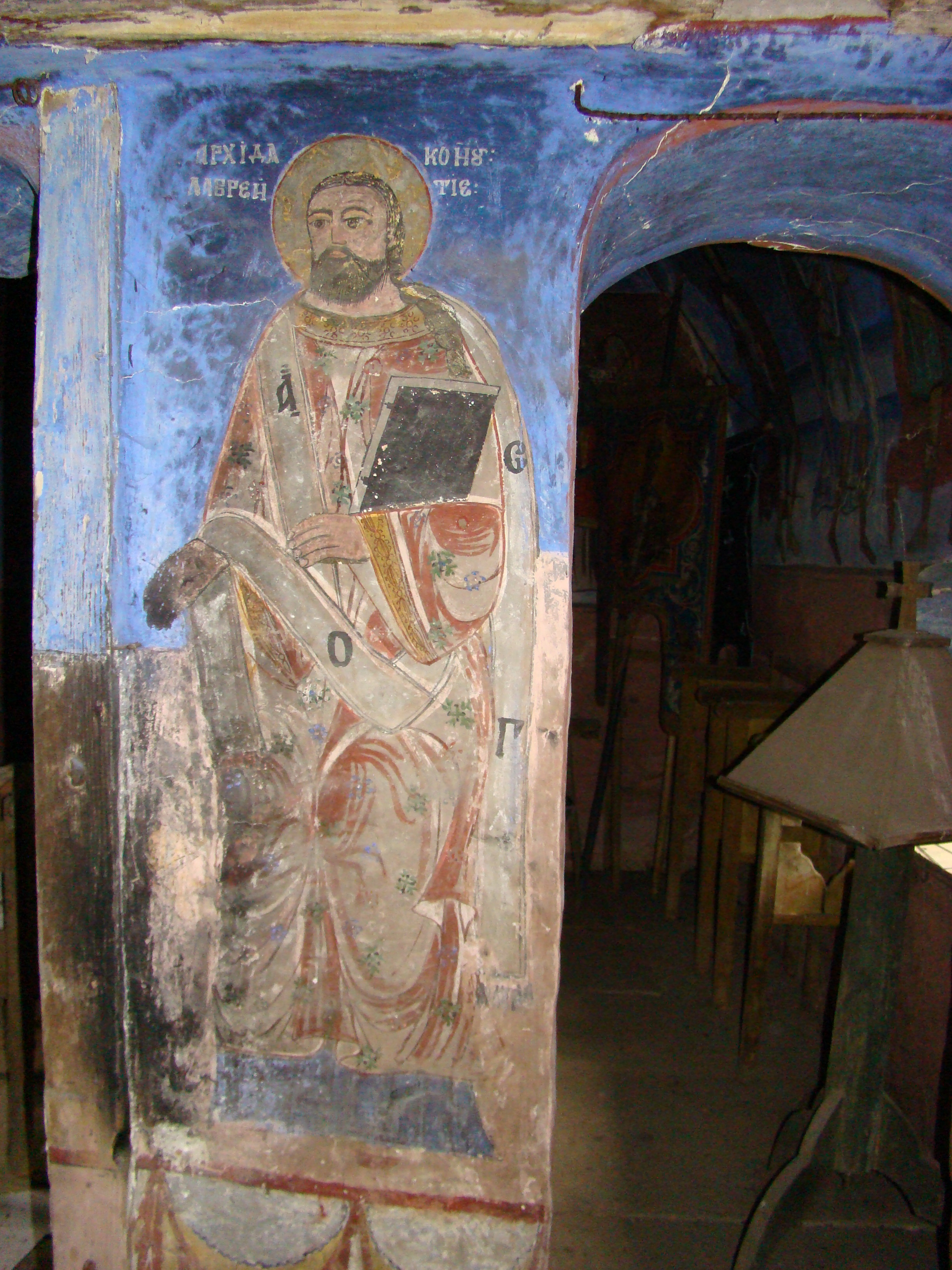
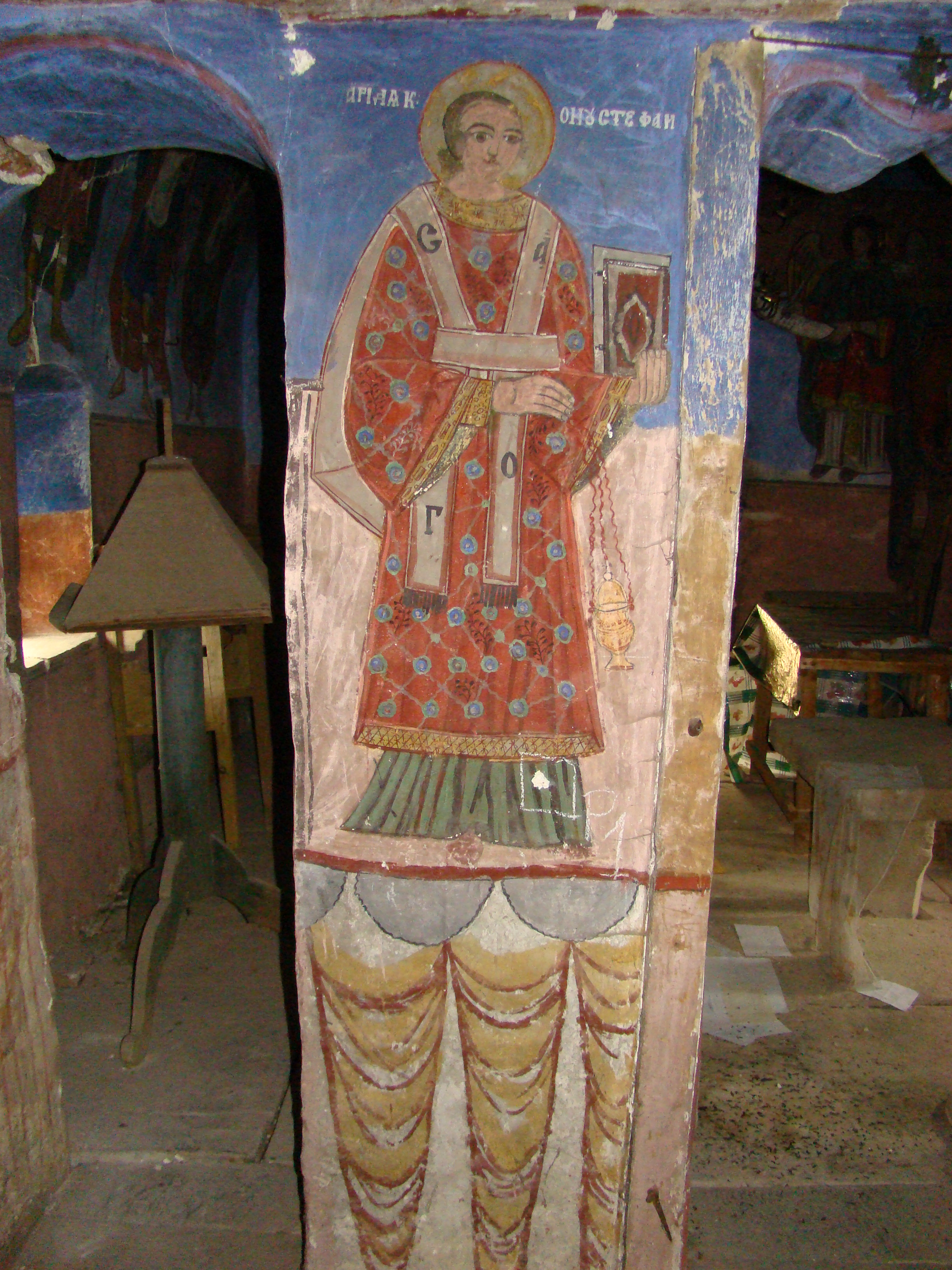
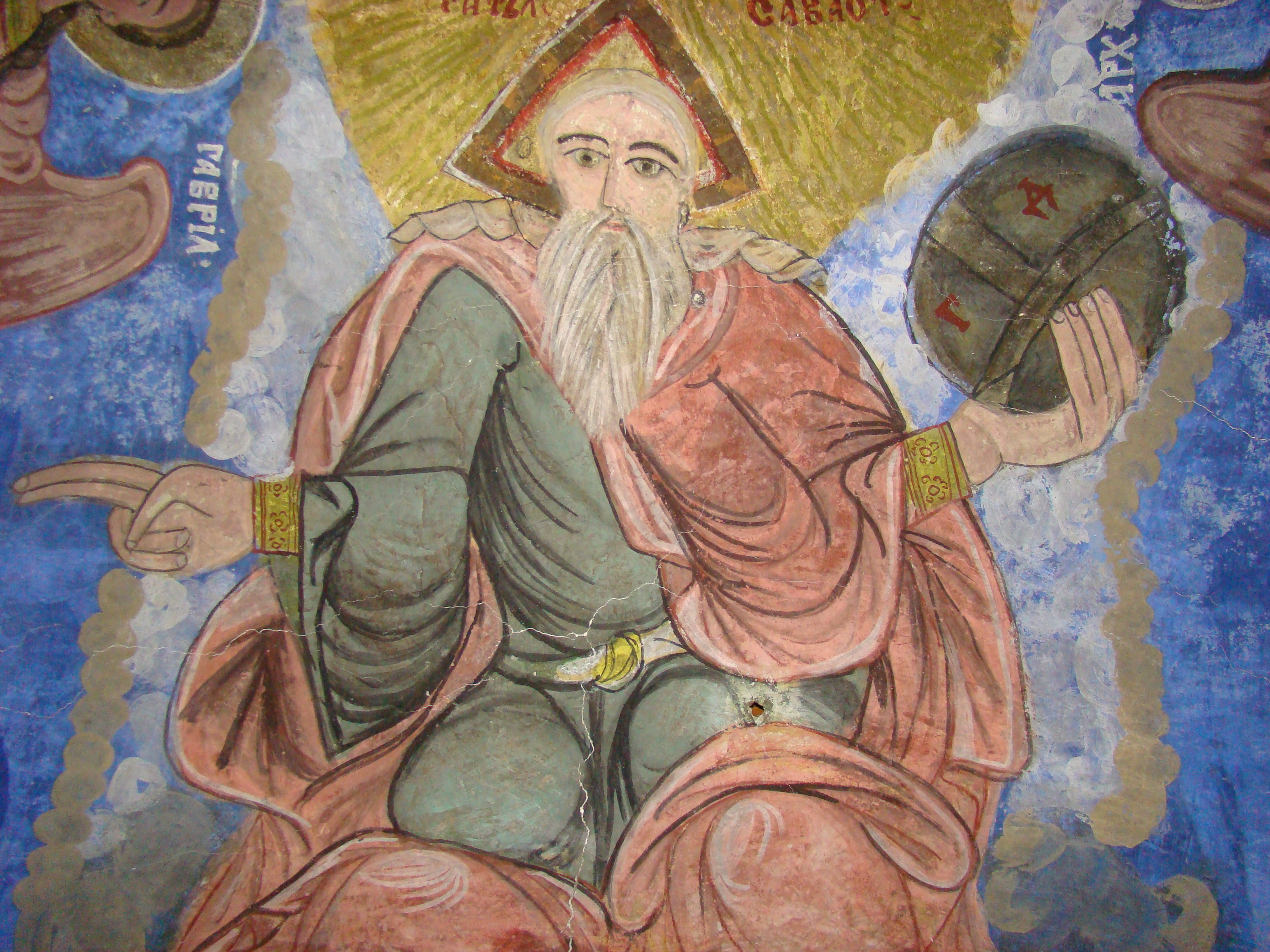
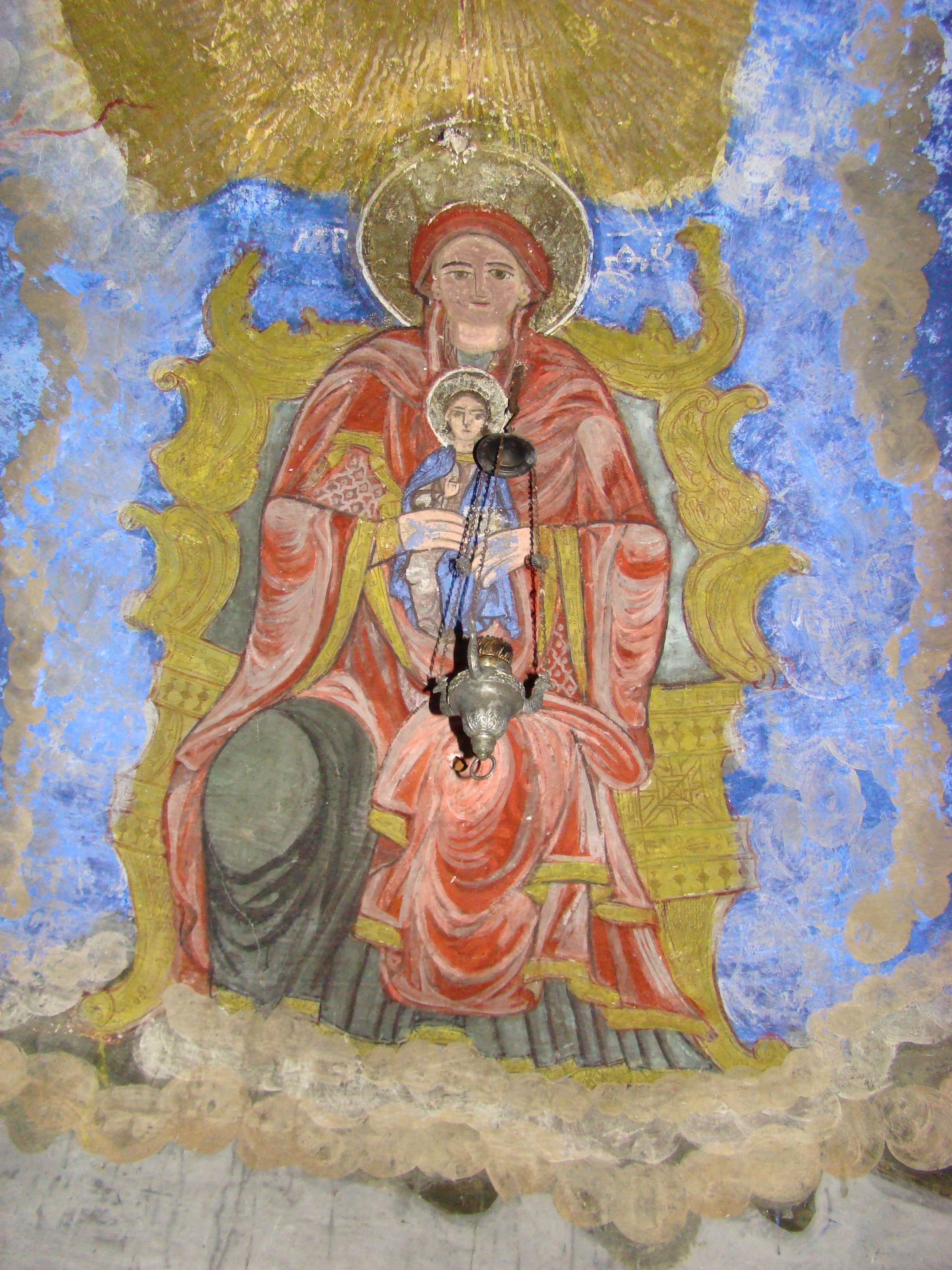
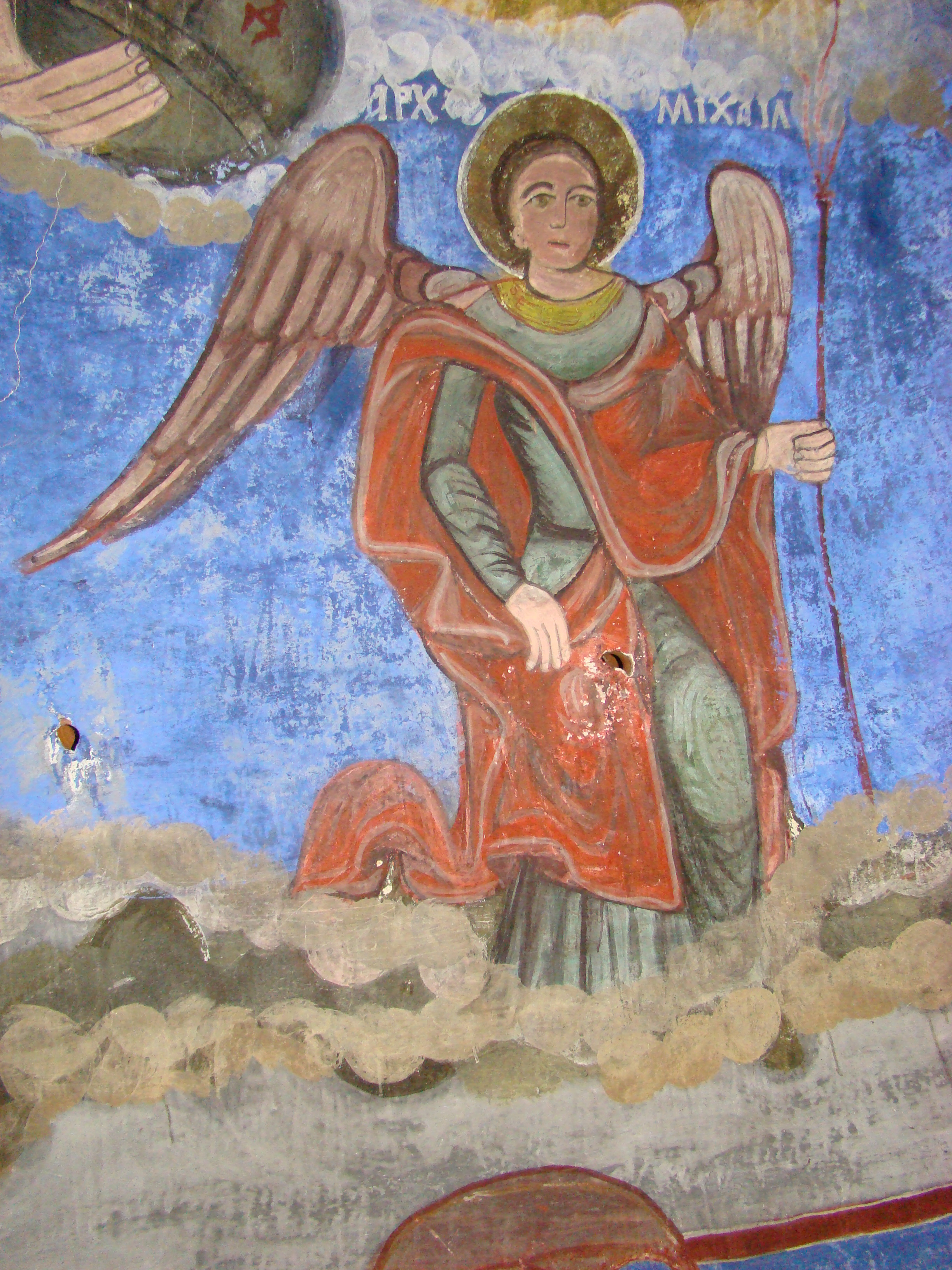
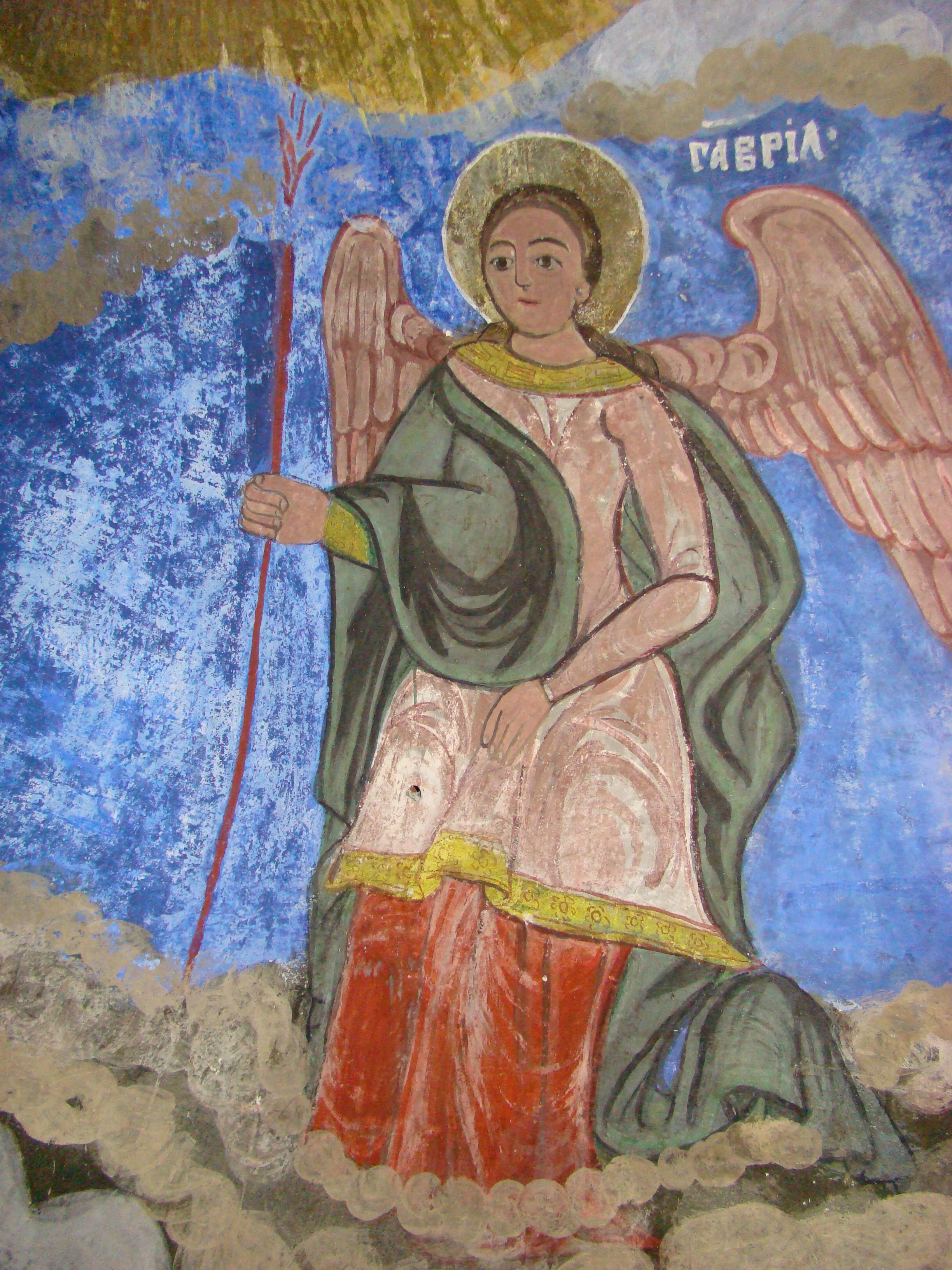
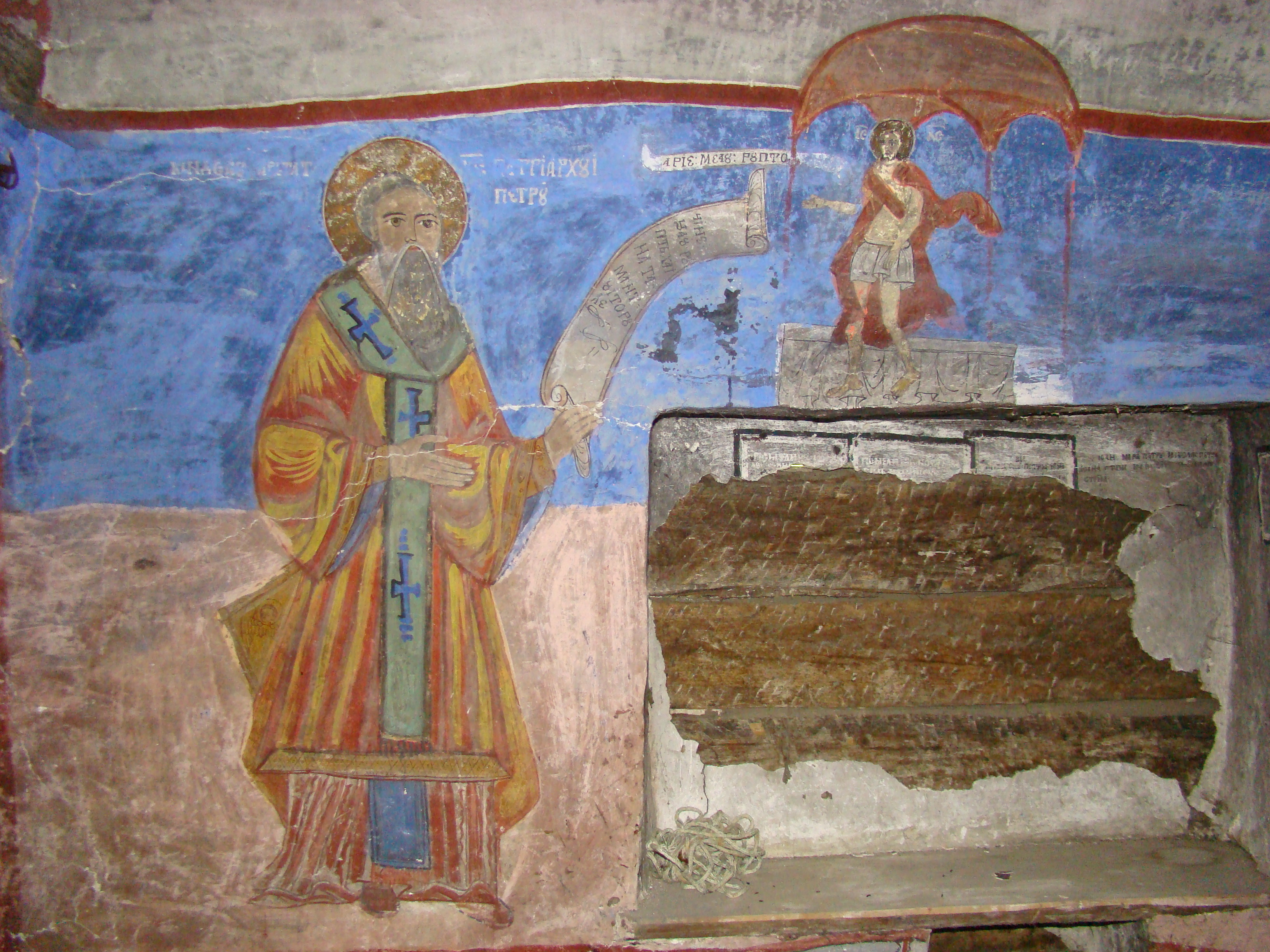
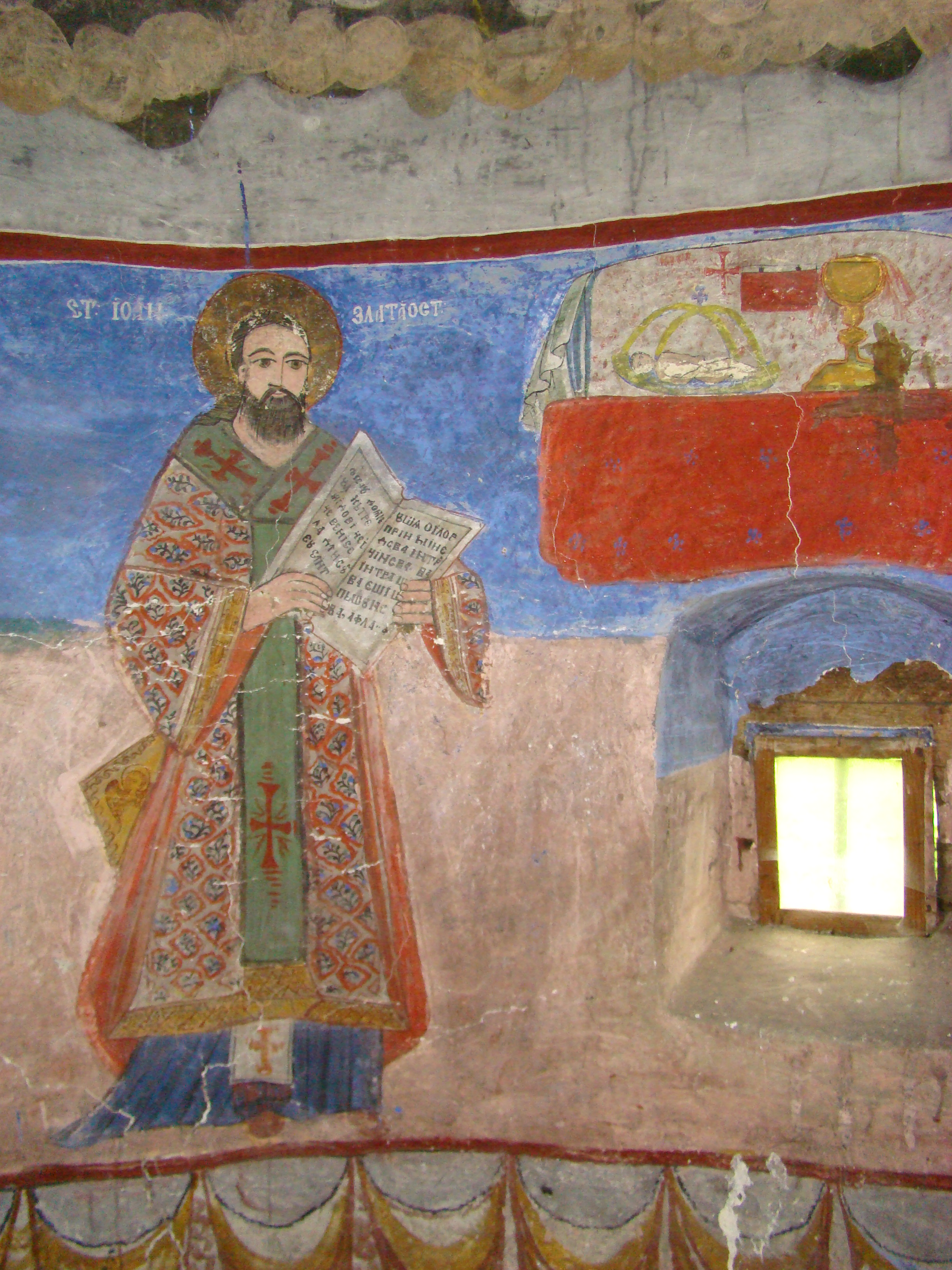
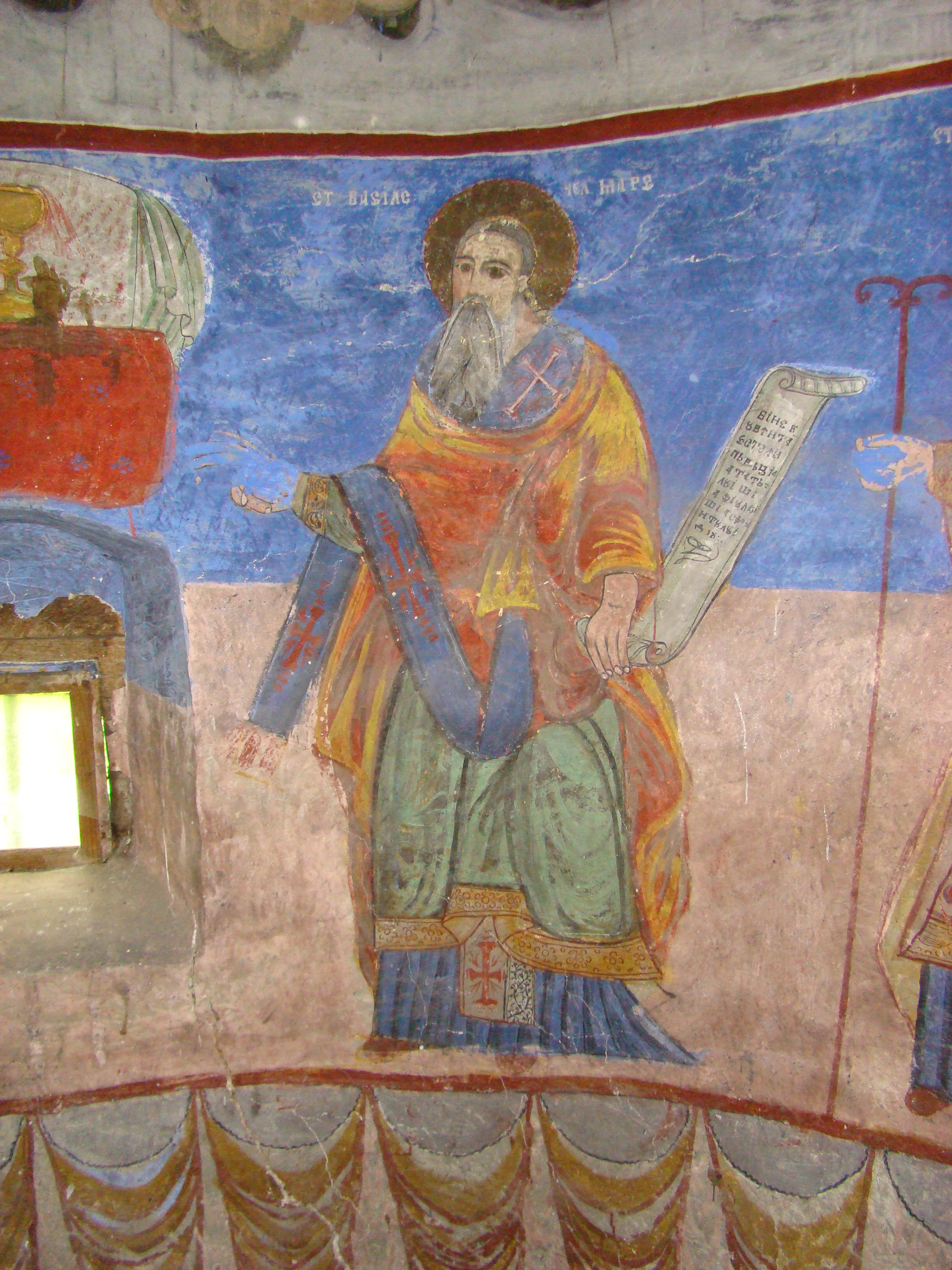
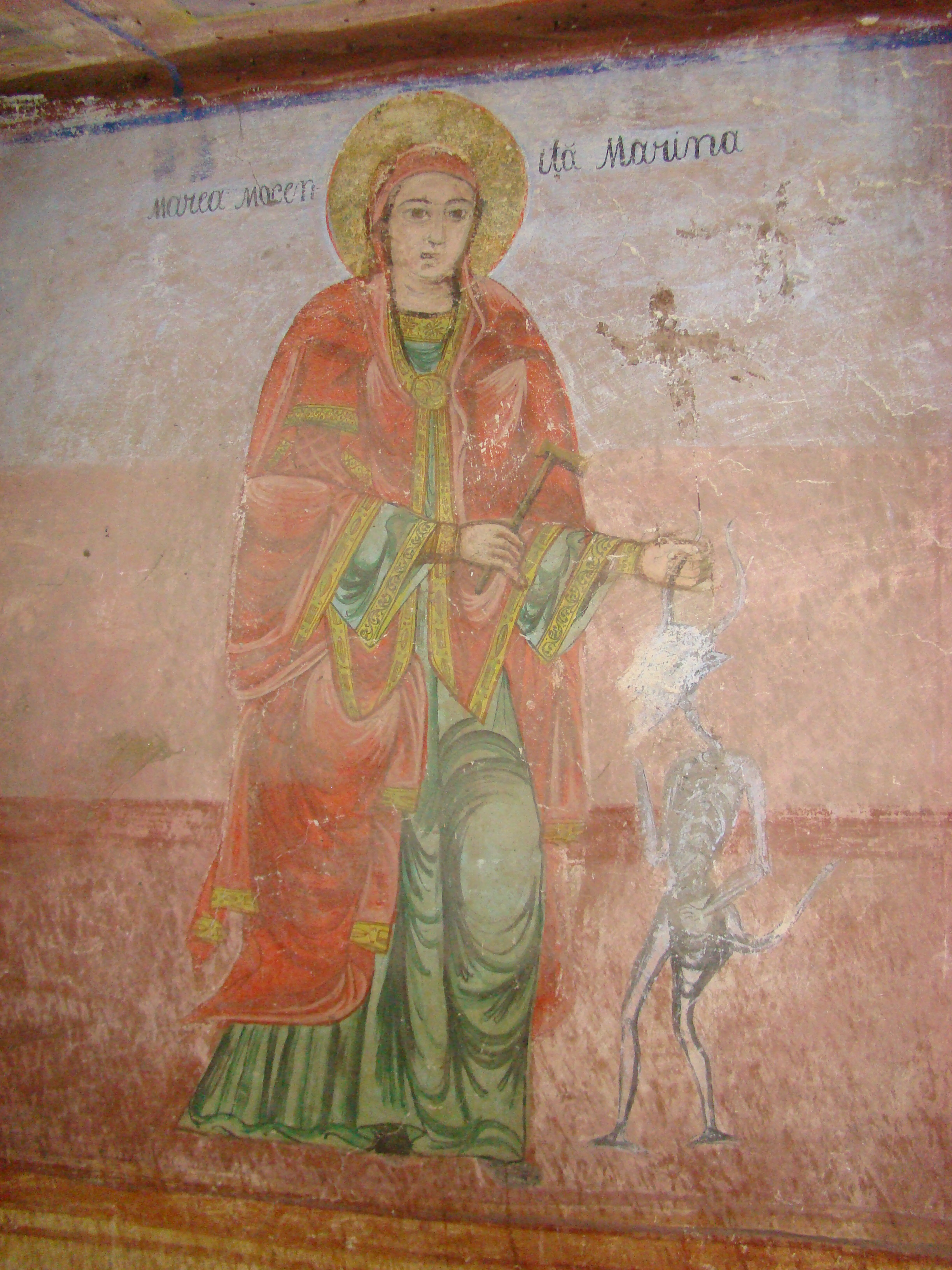
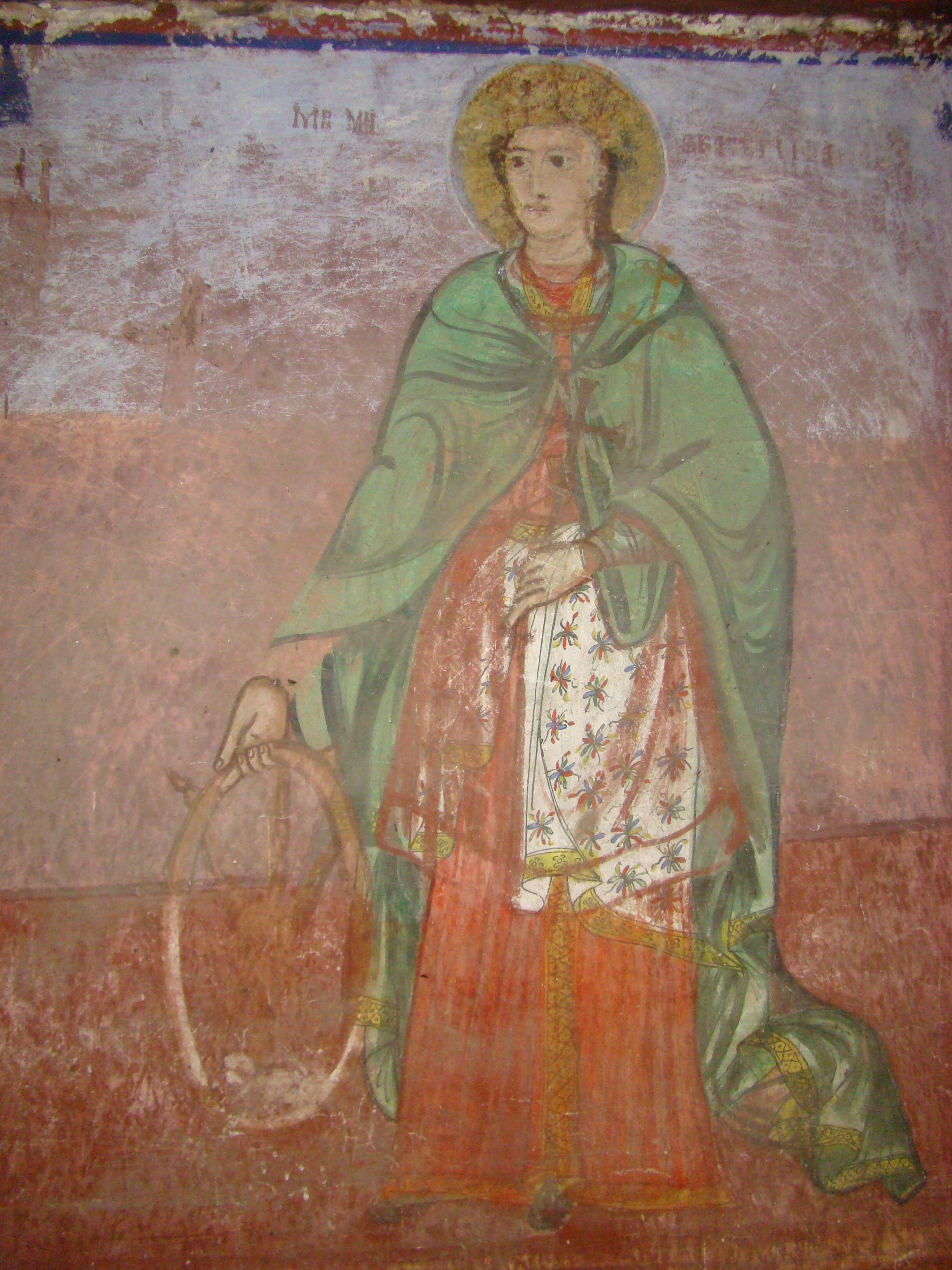
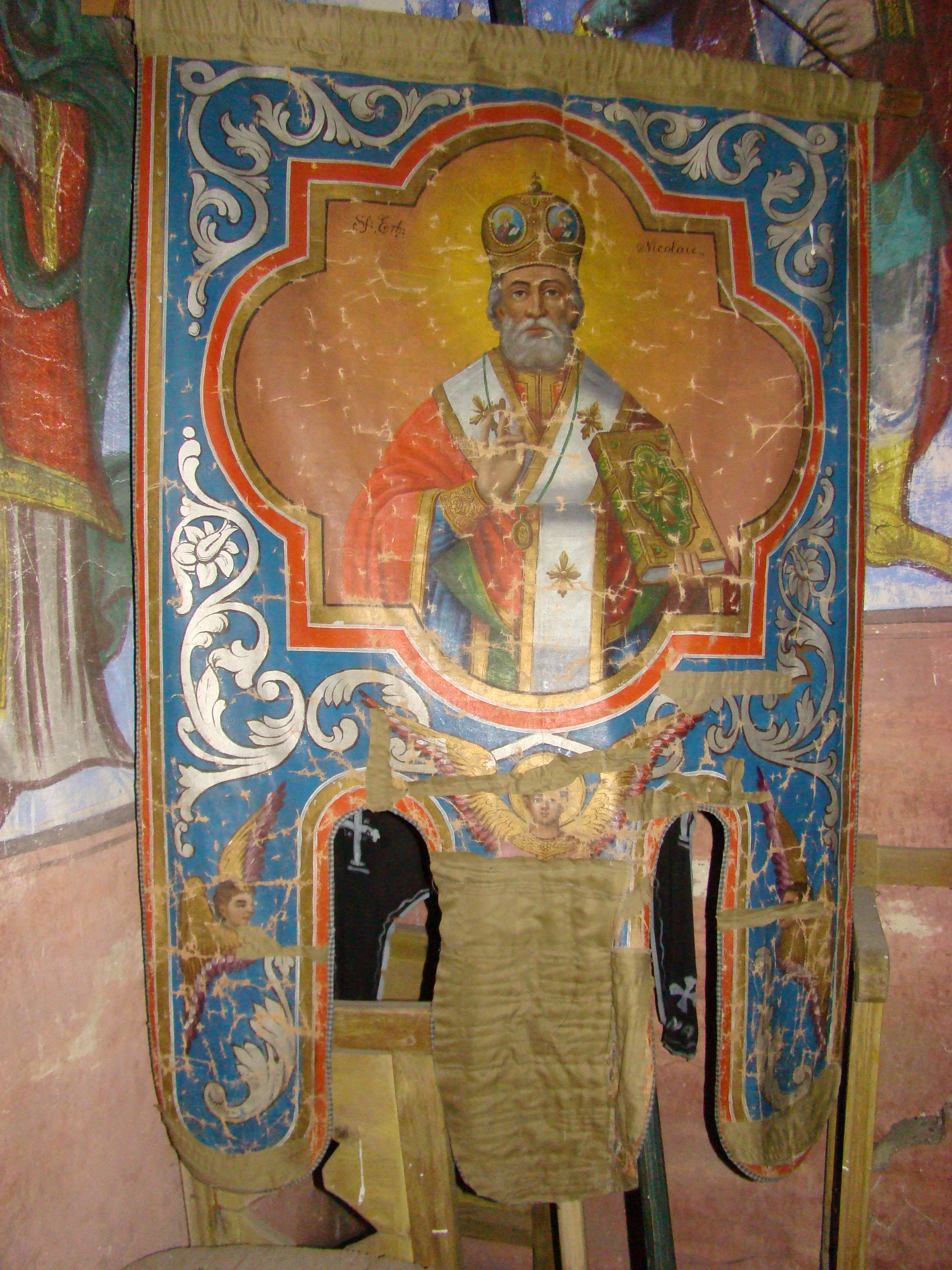
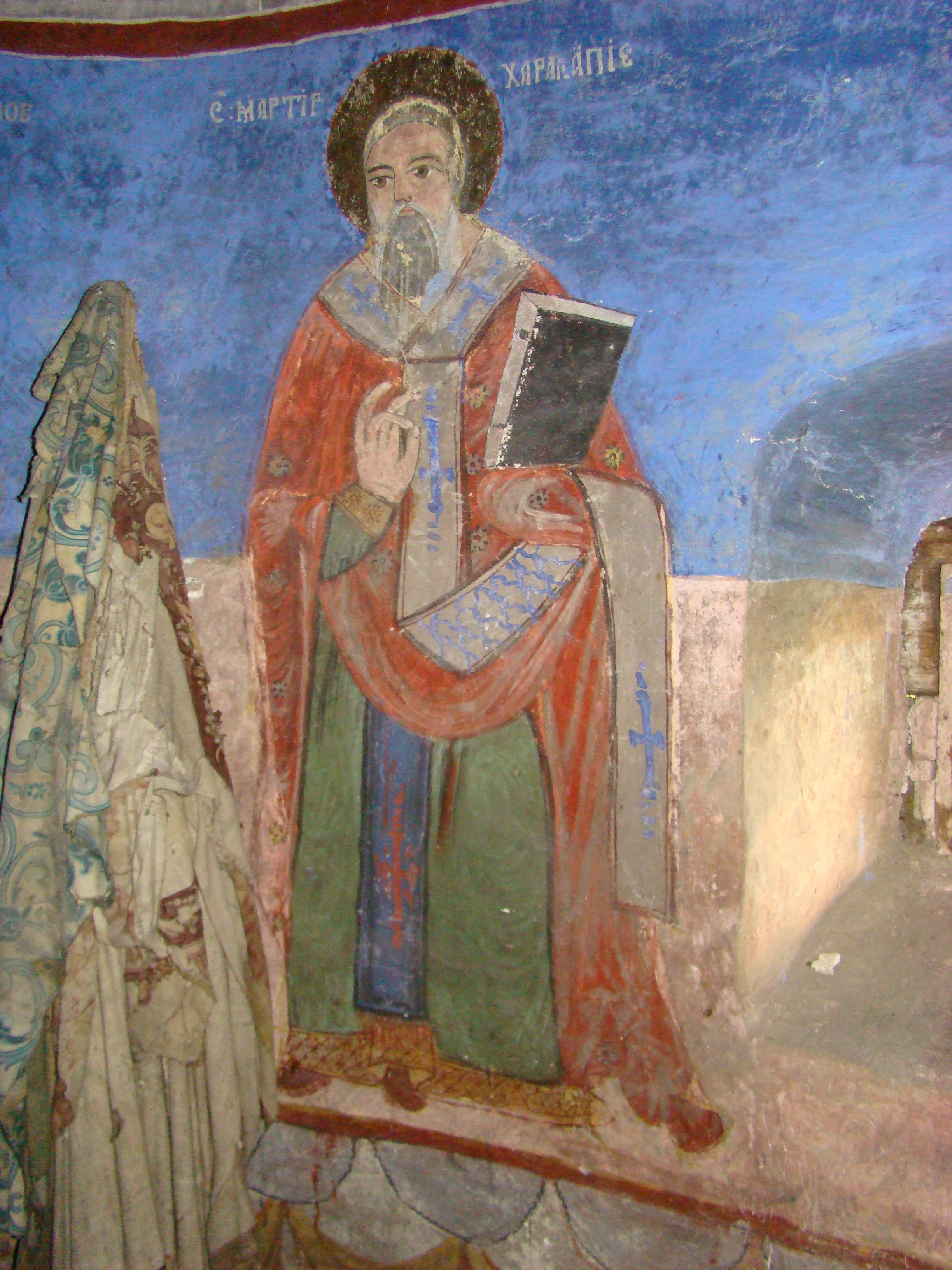
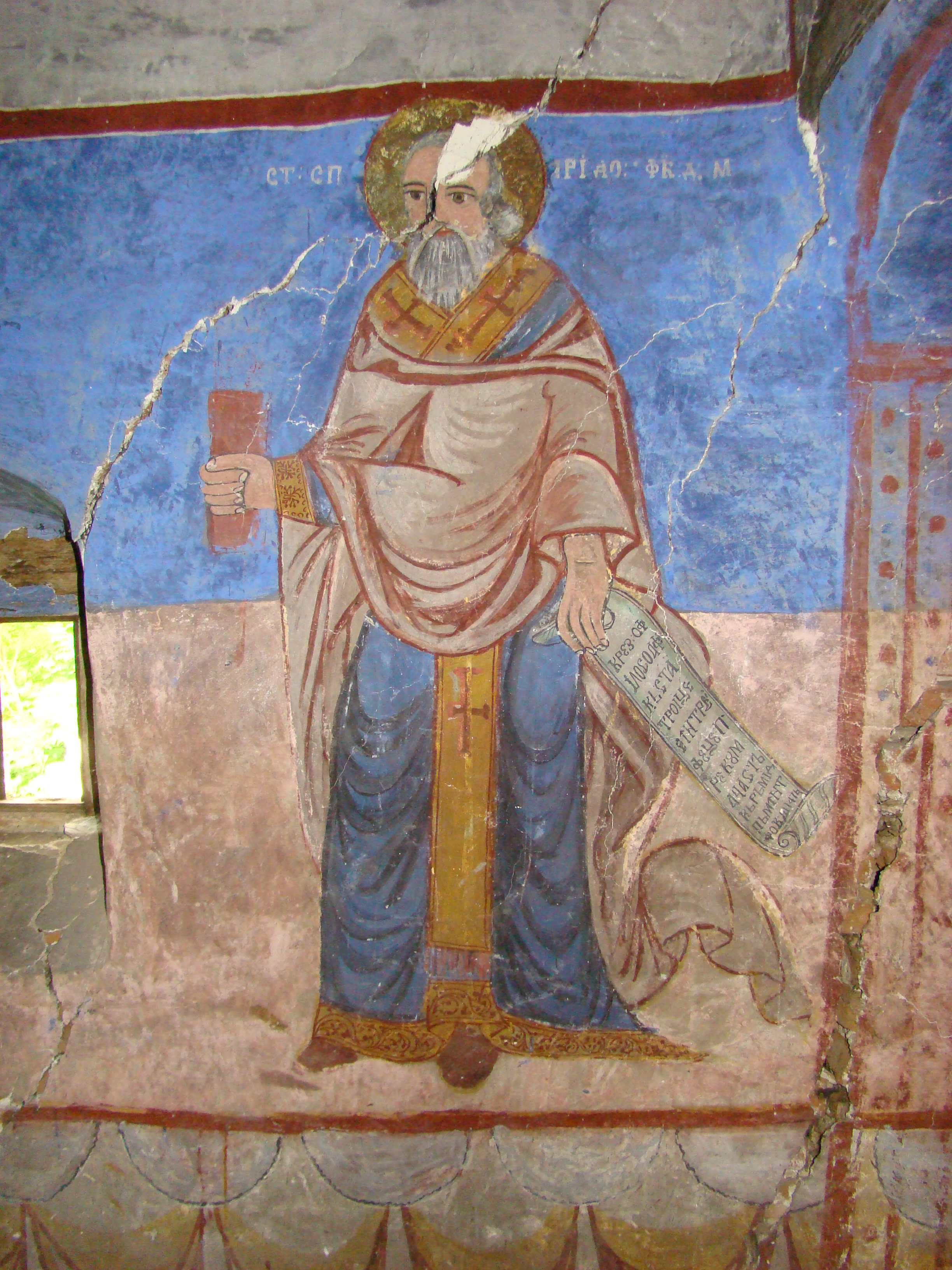
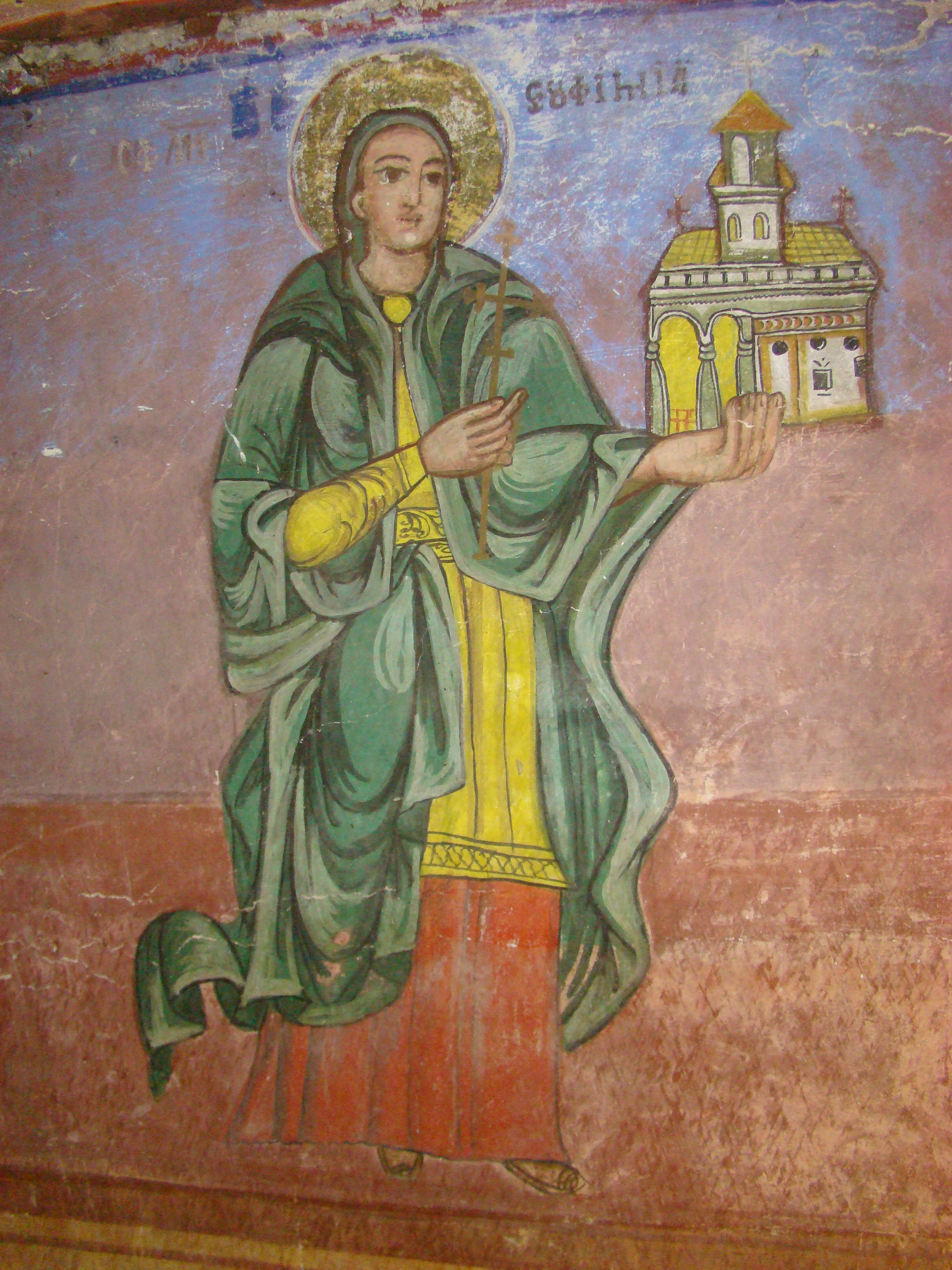
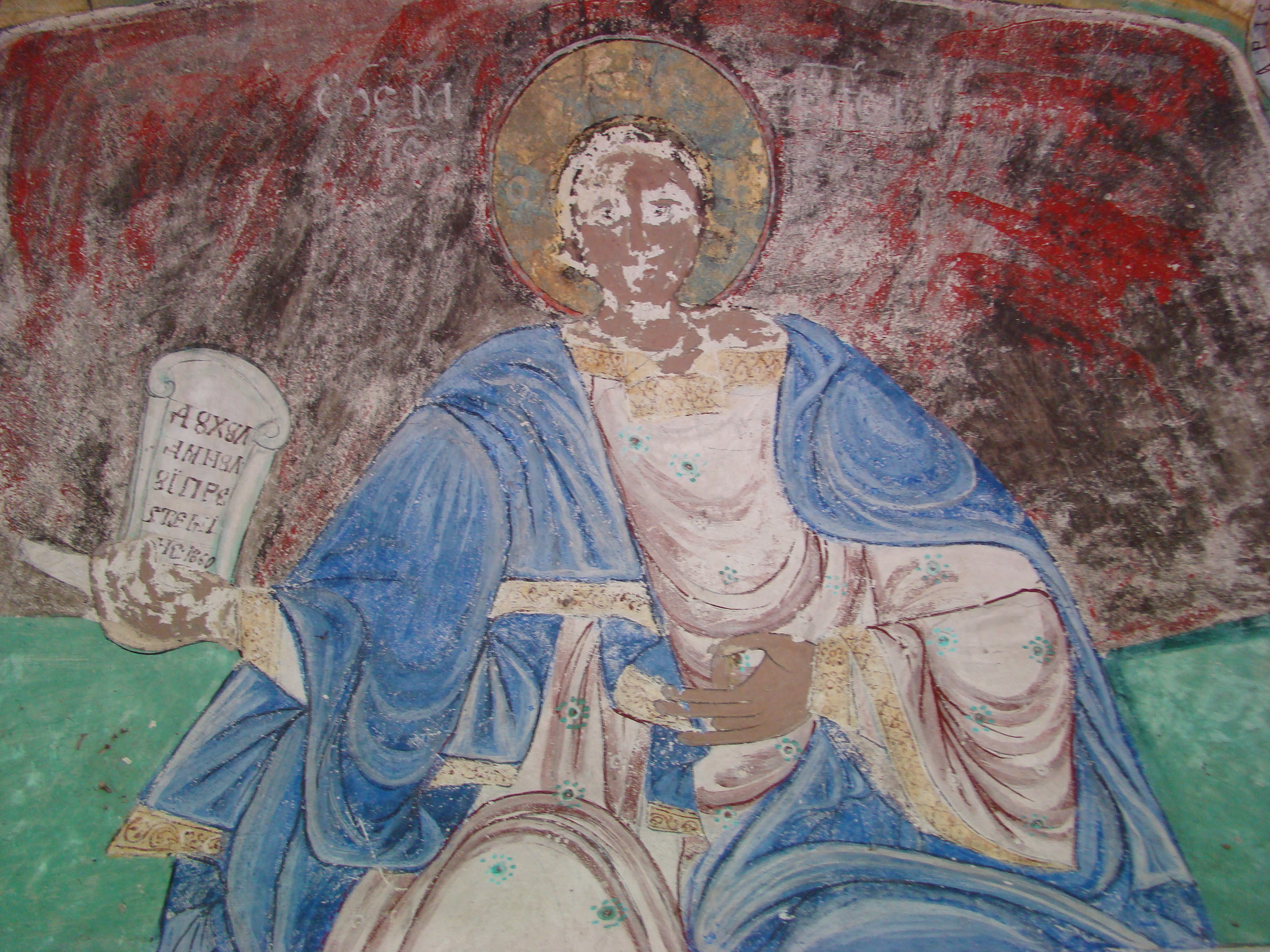

## Imagini din exterior

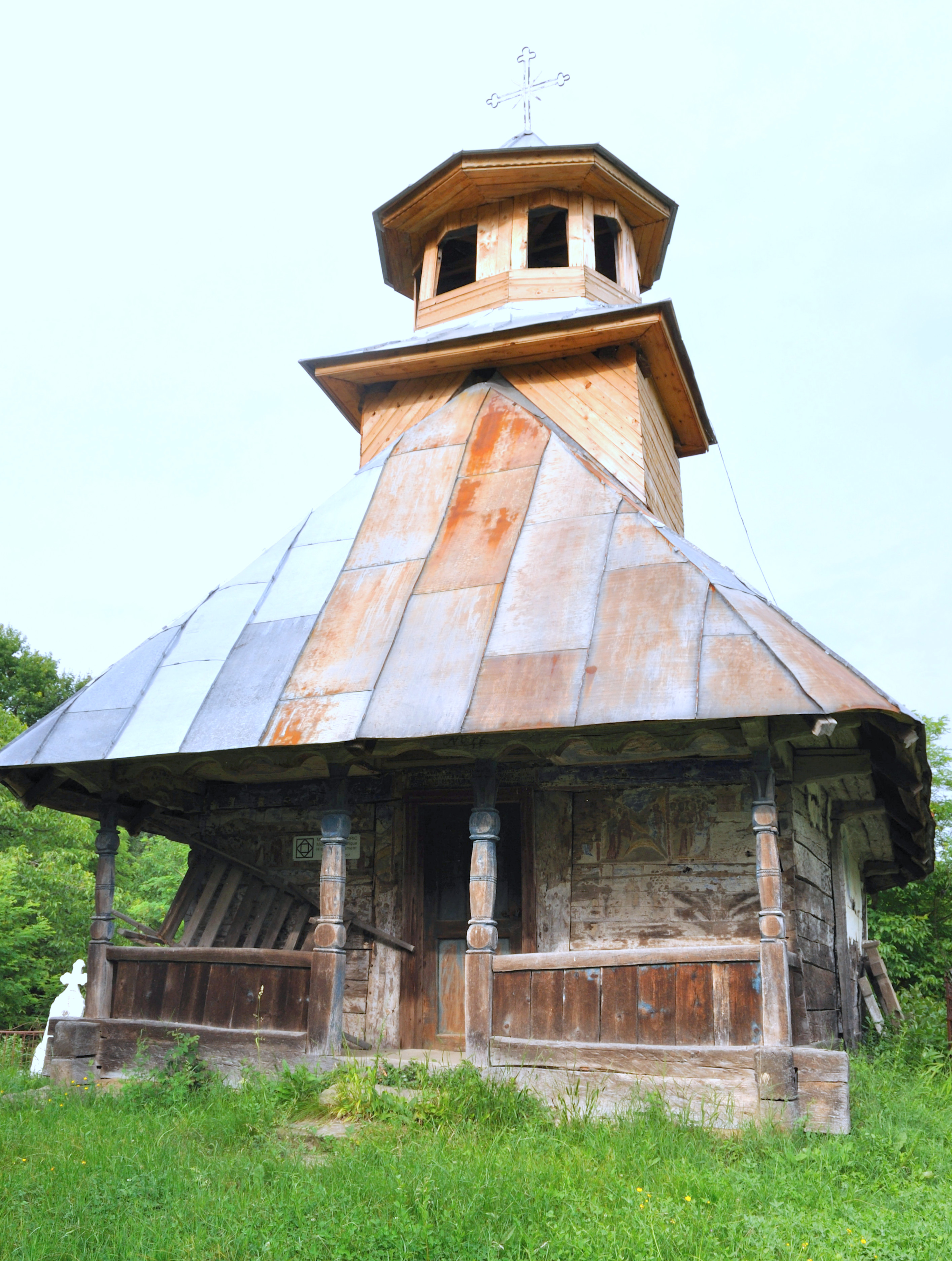
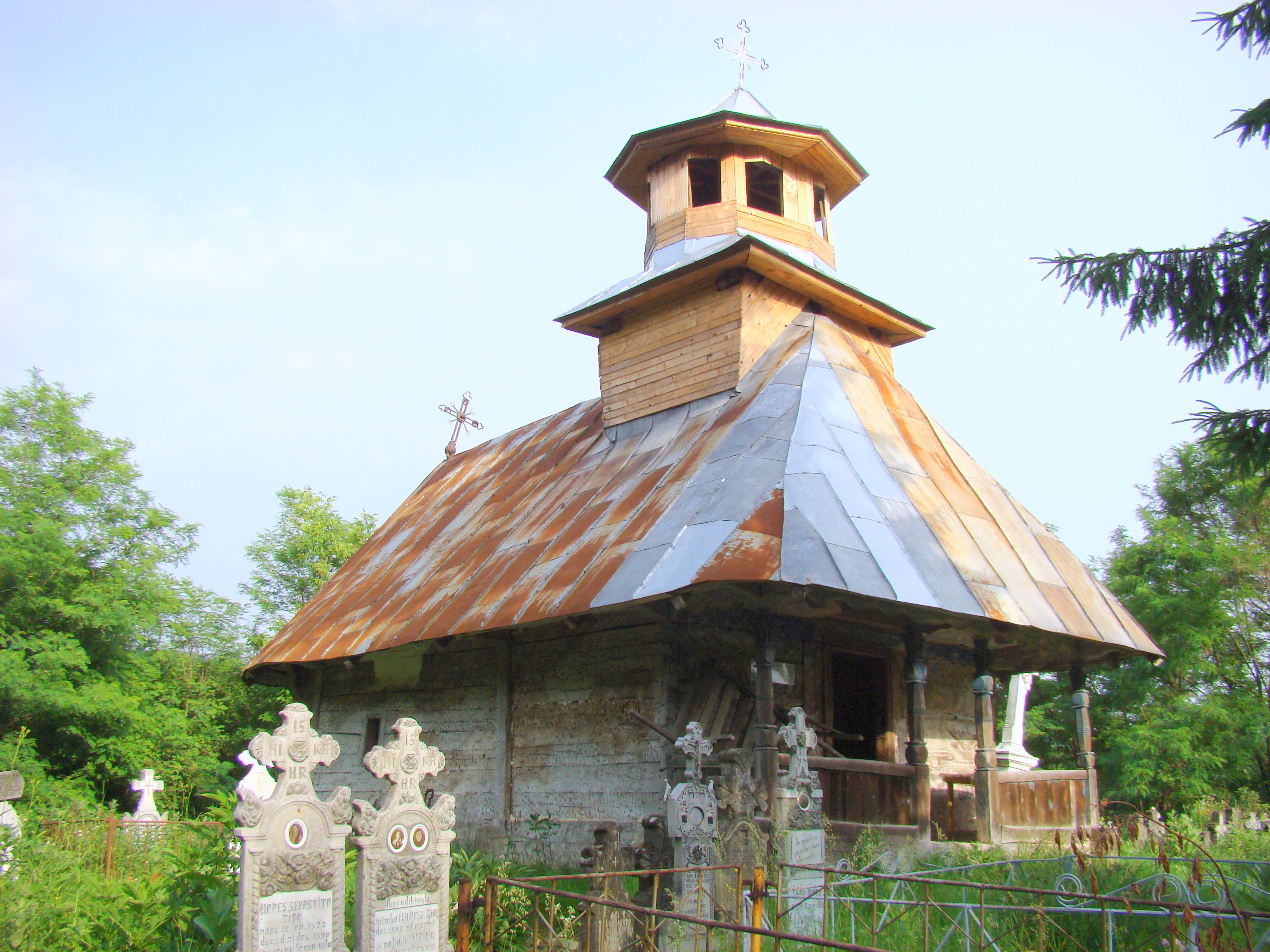
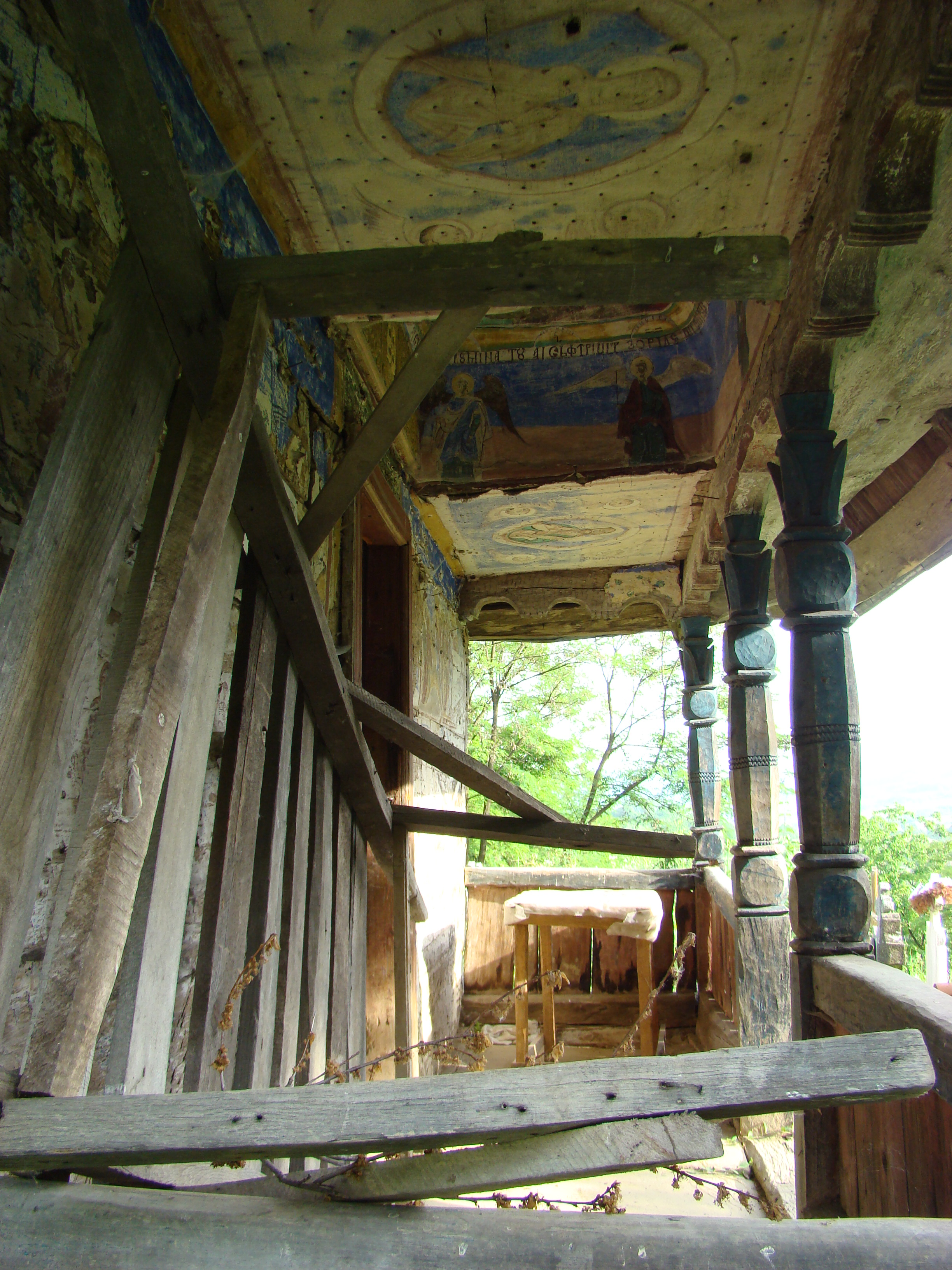
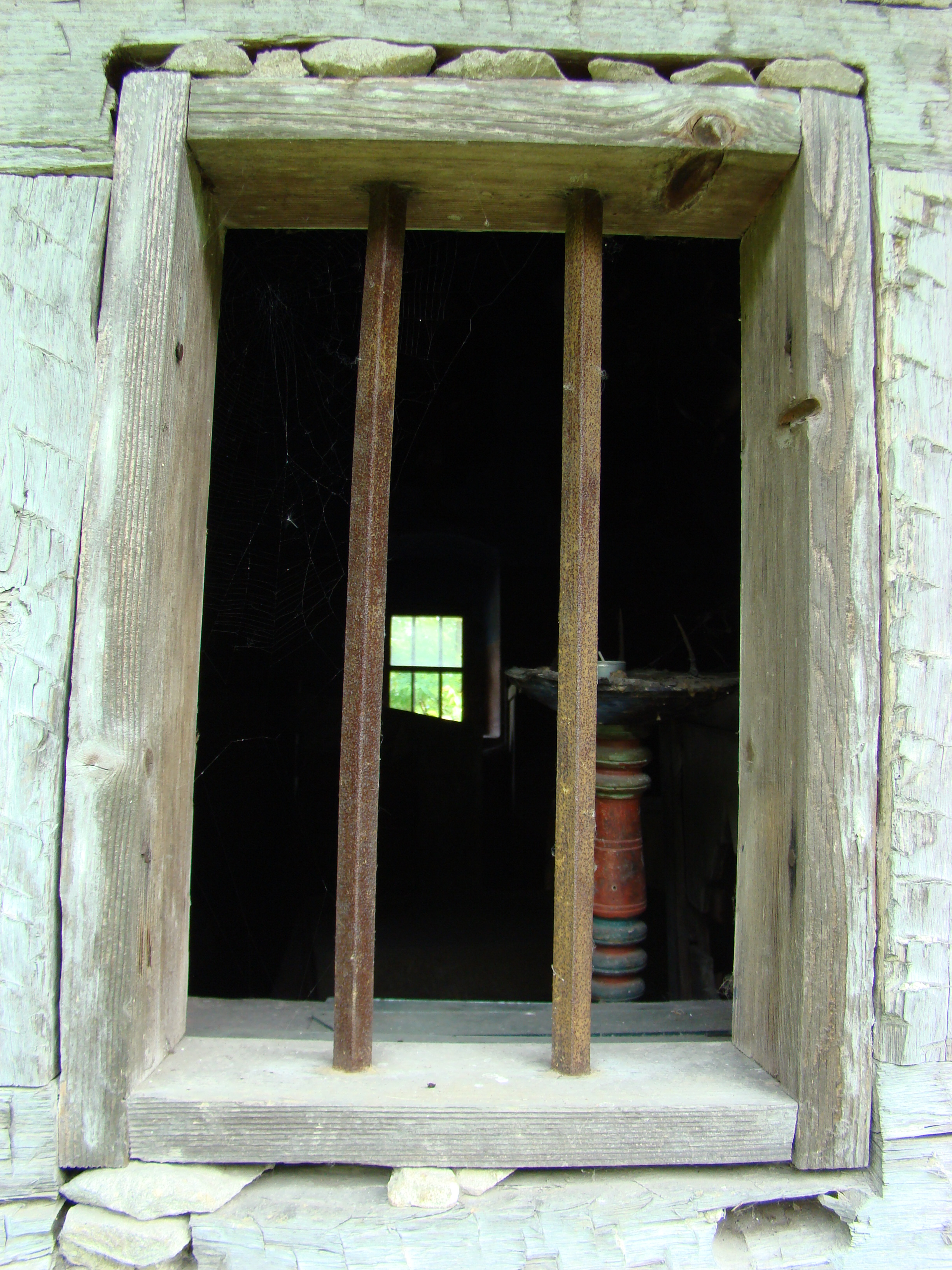
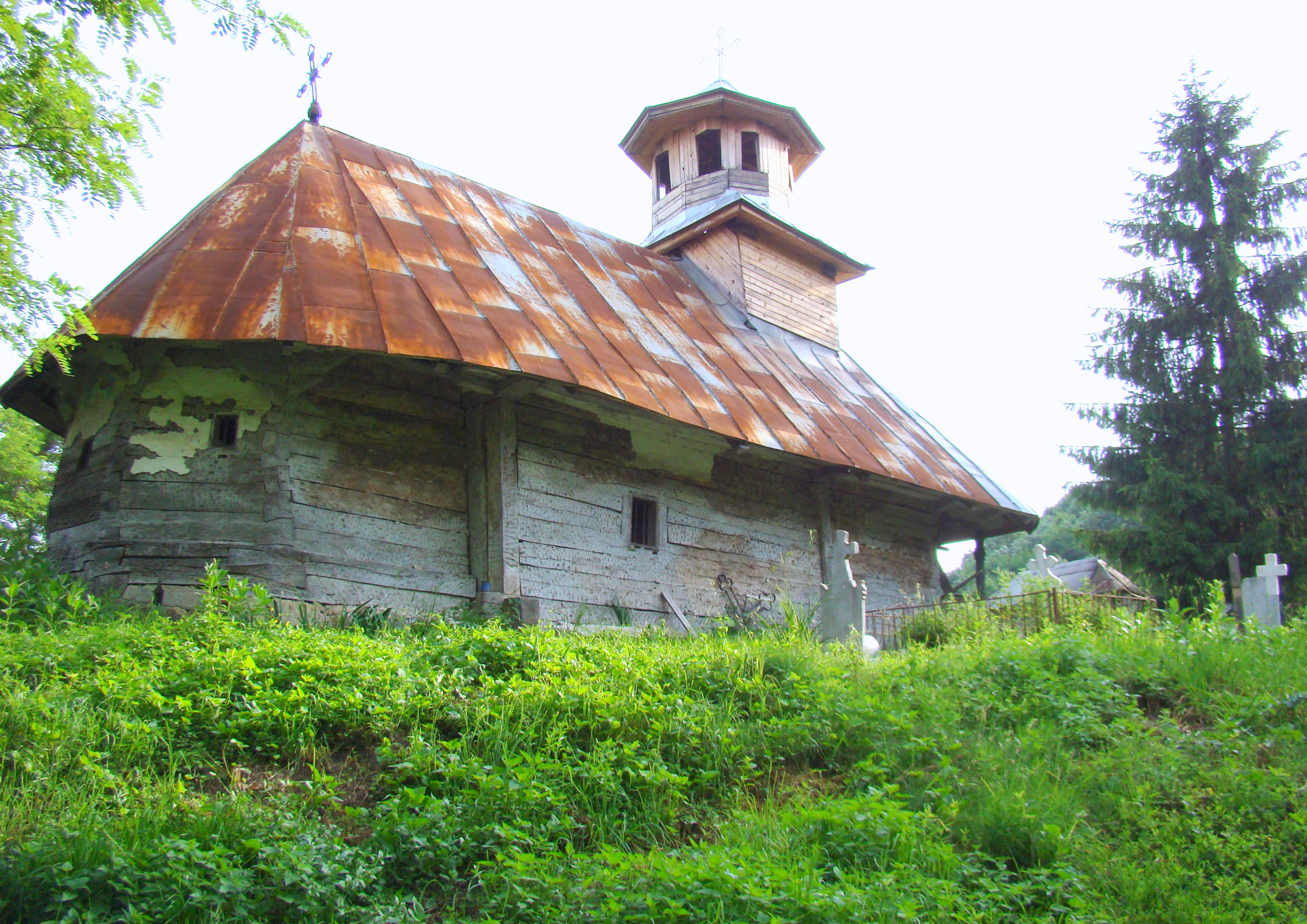
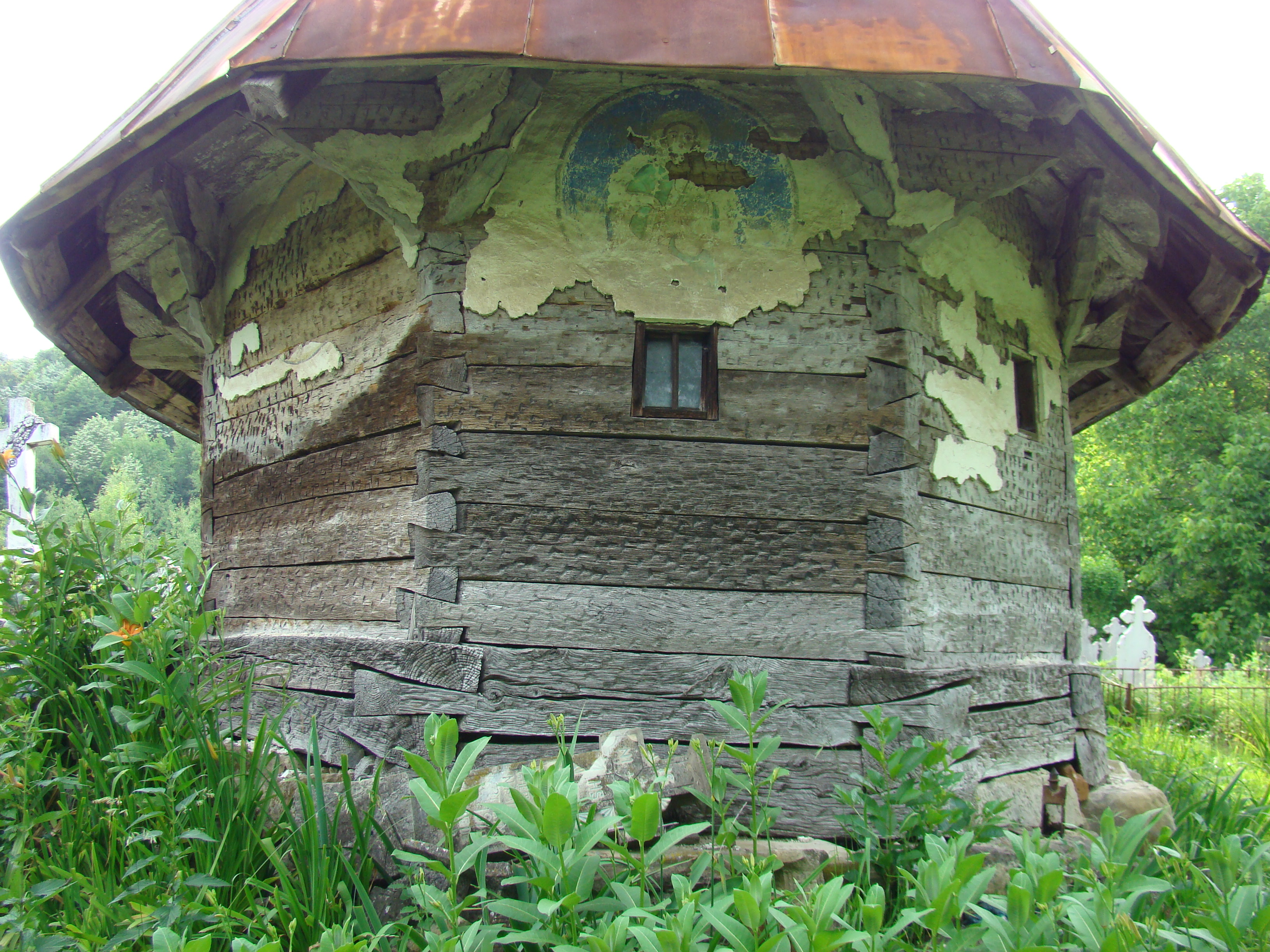
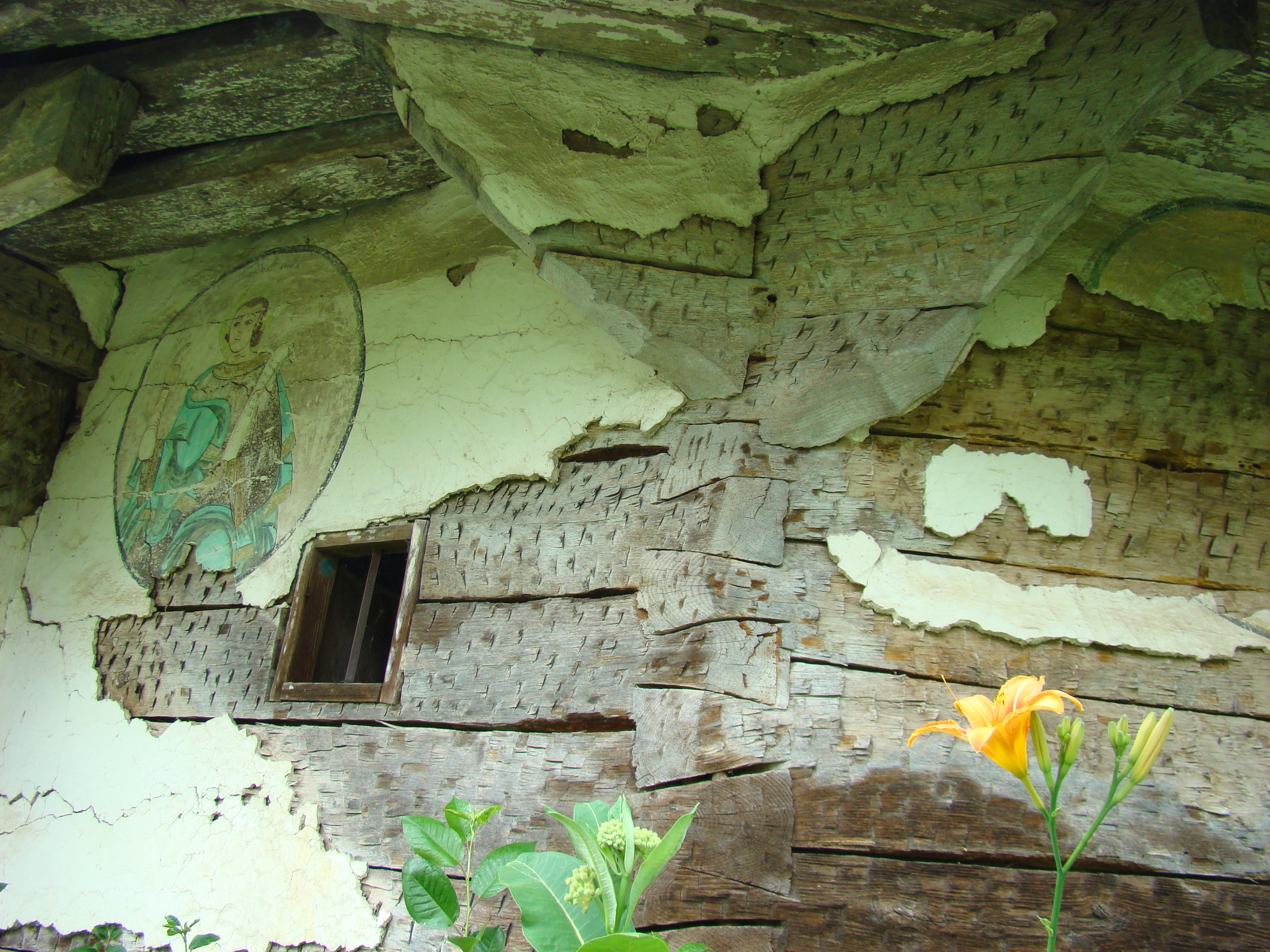
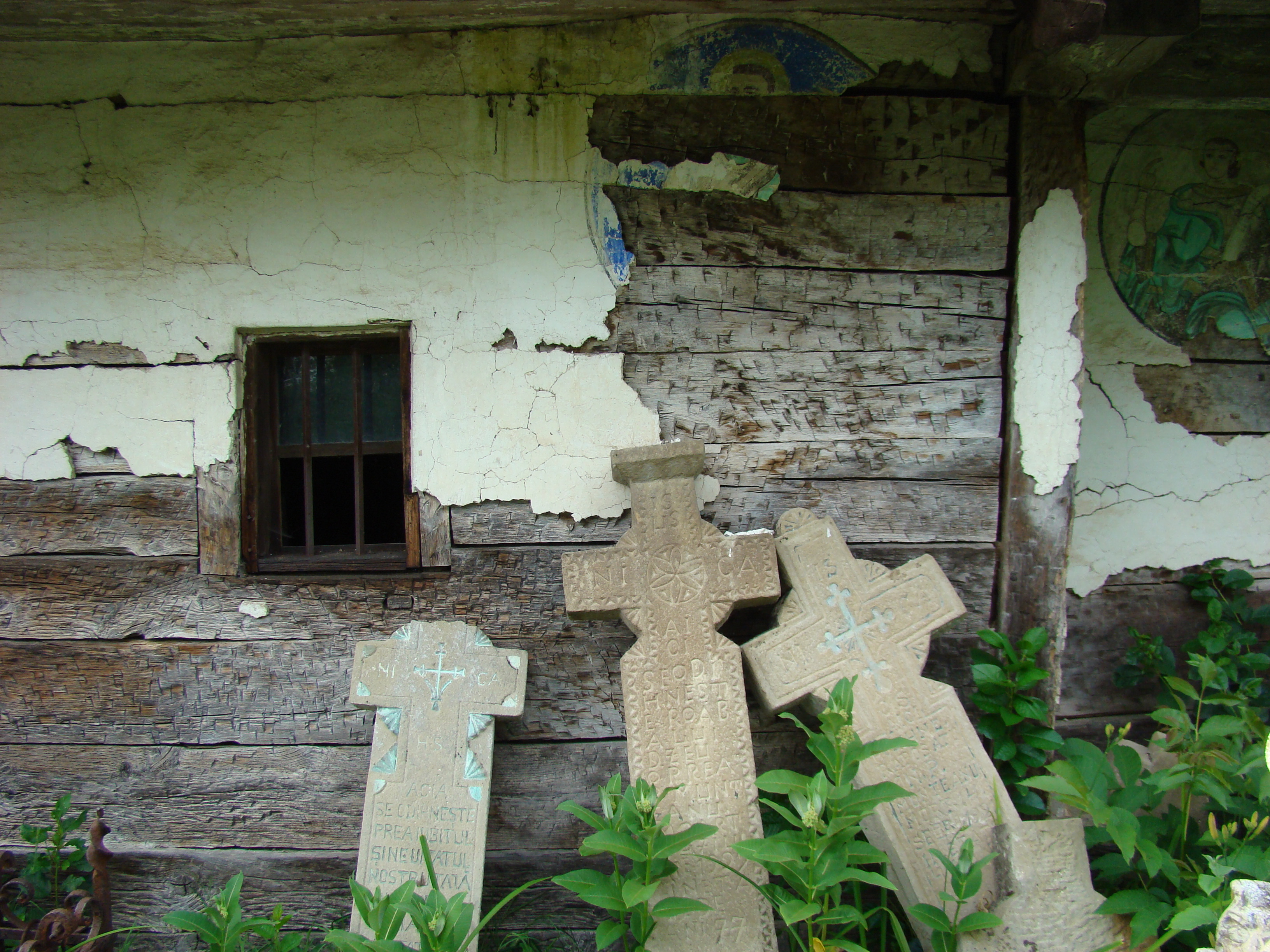
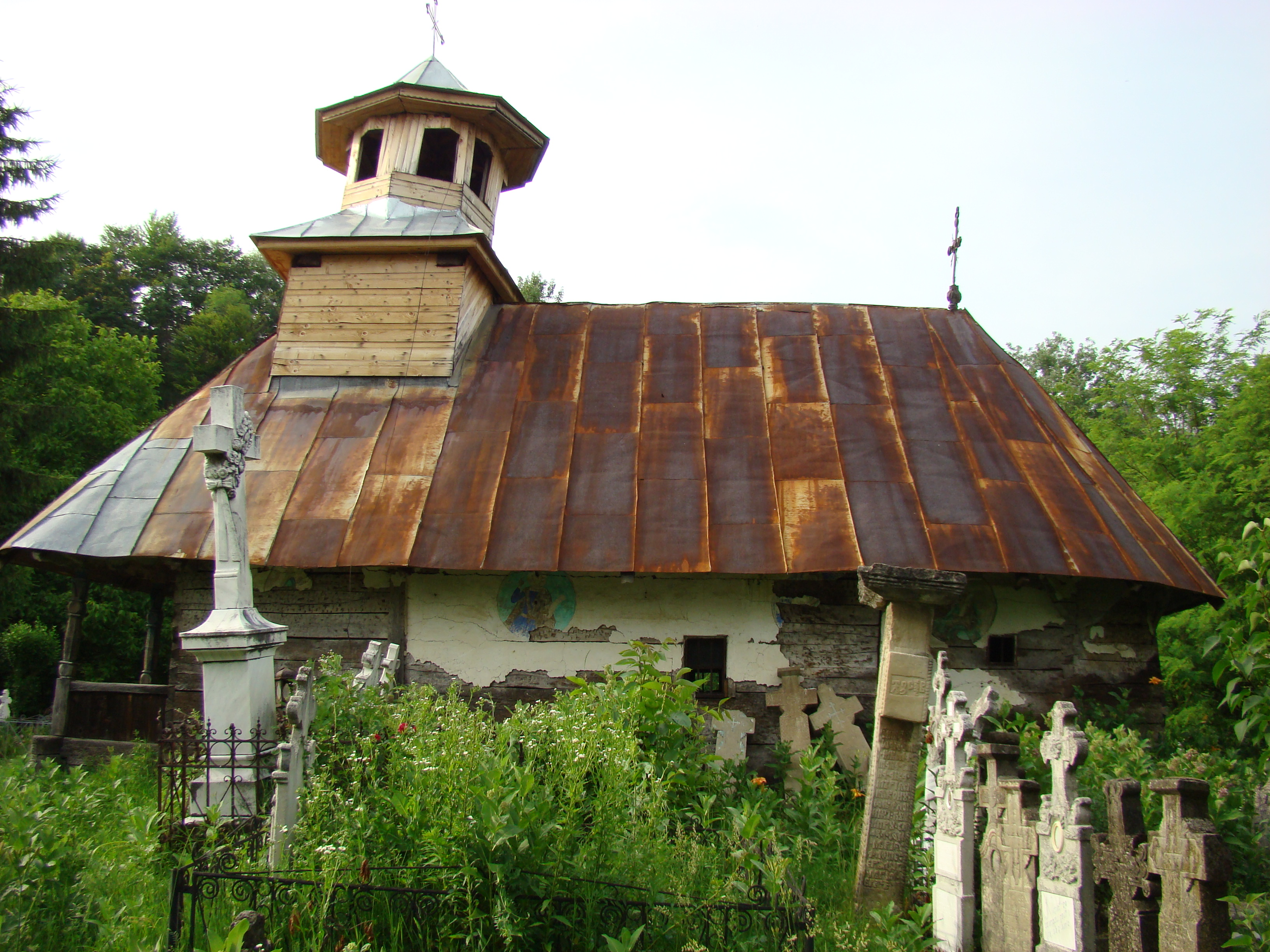
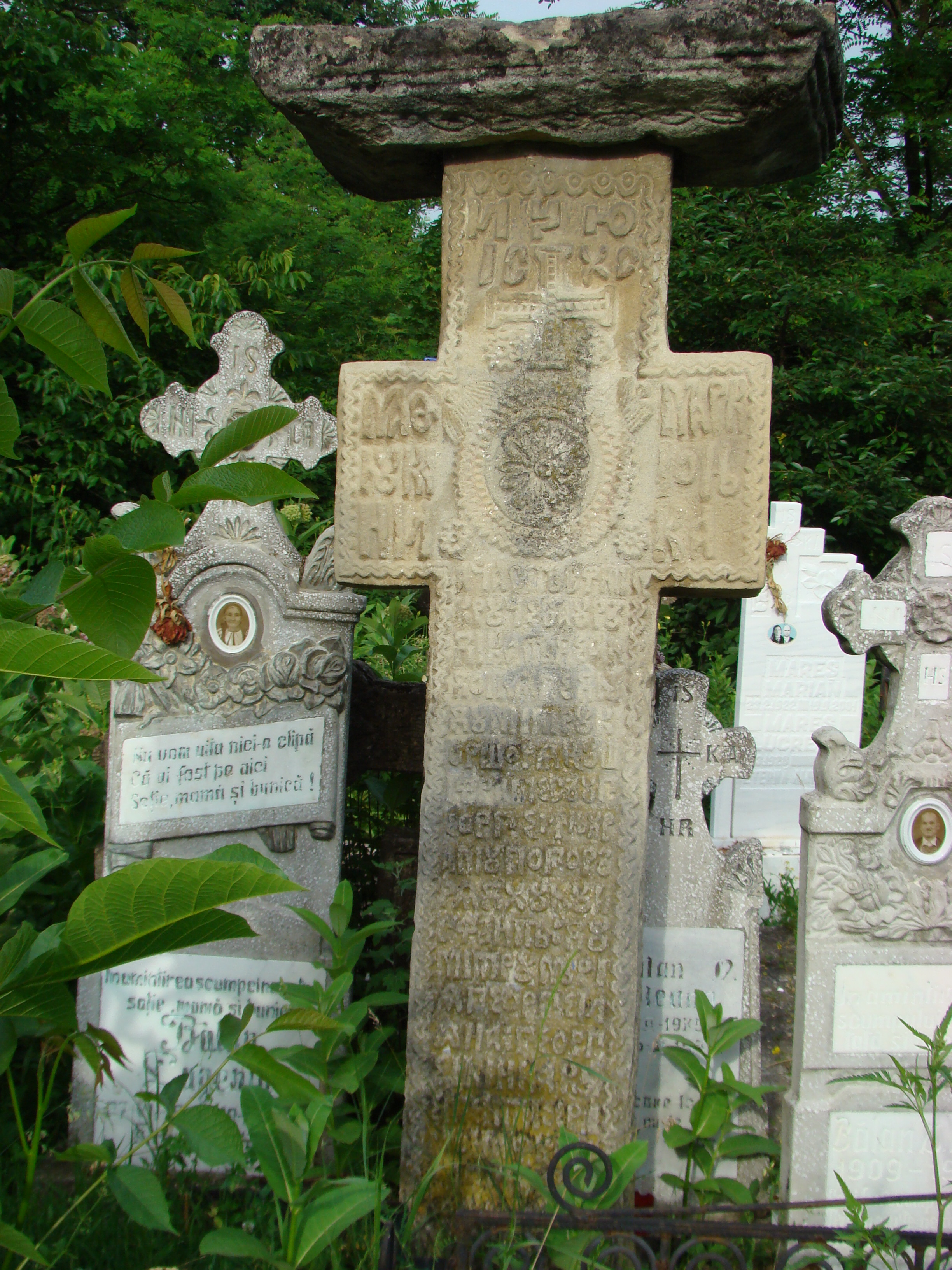
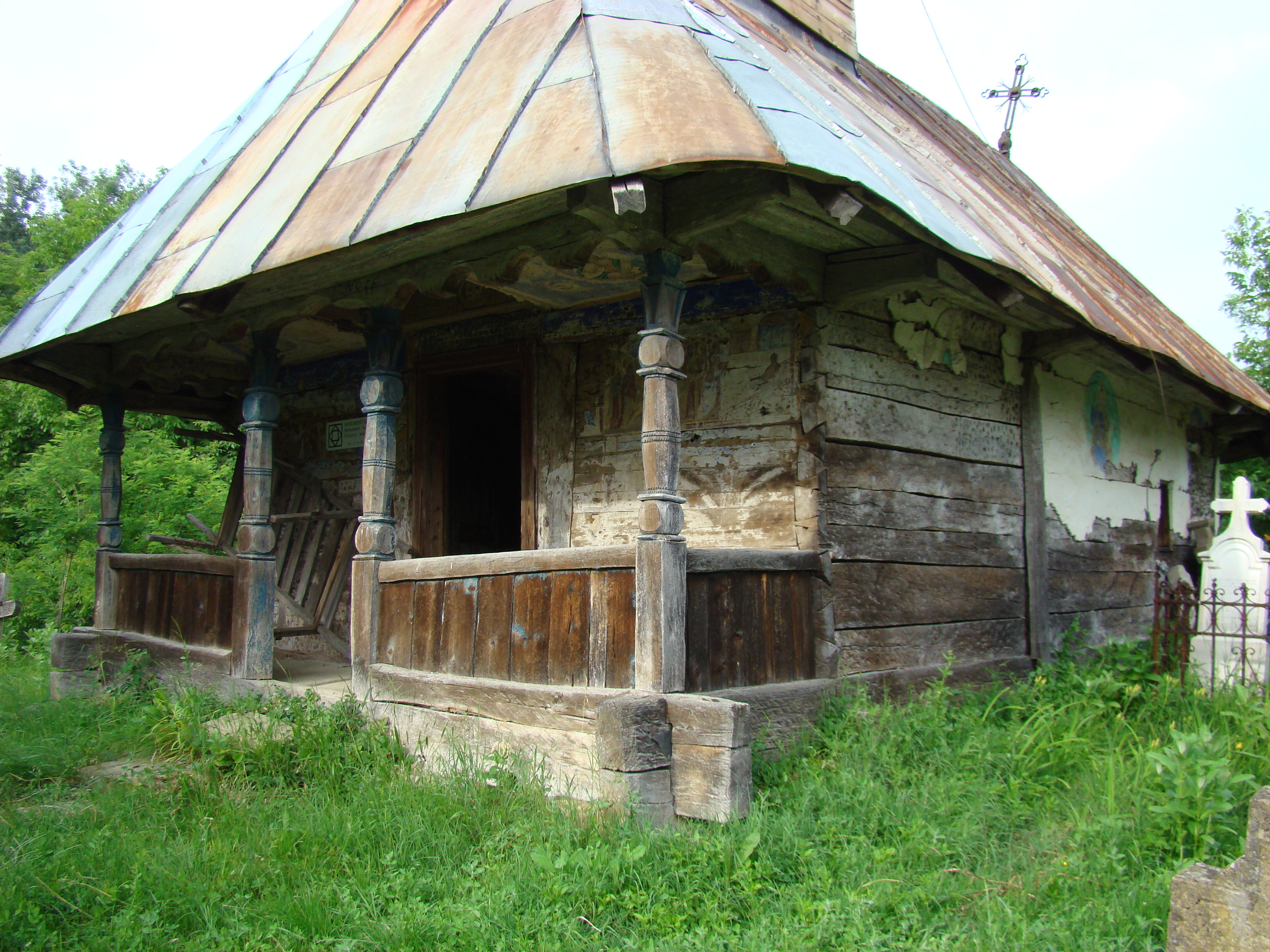
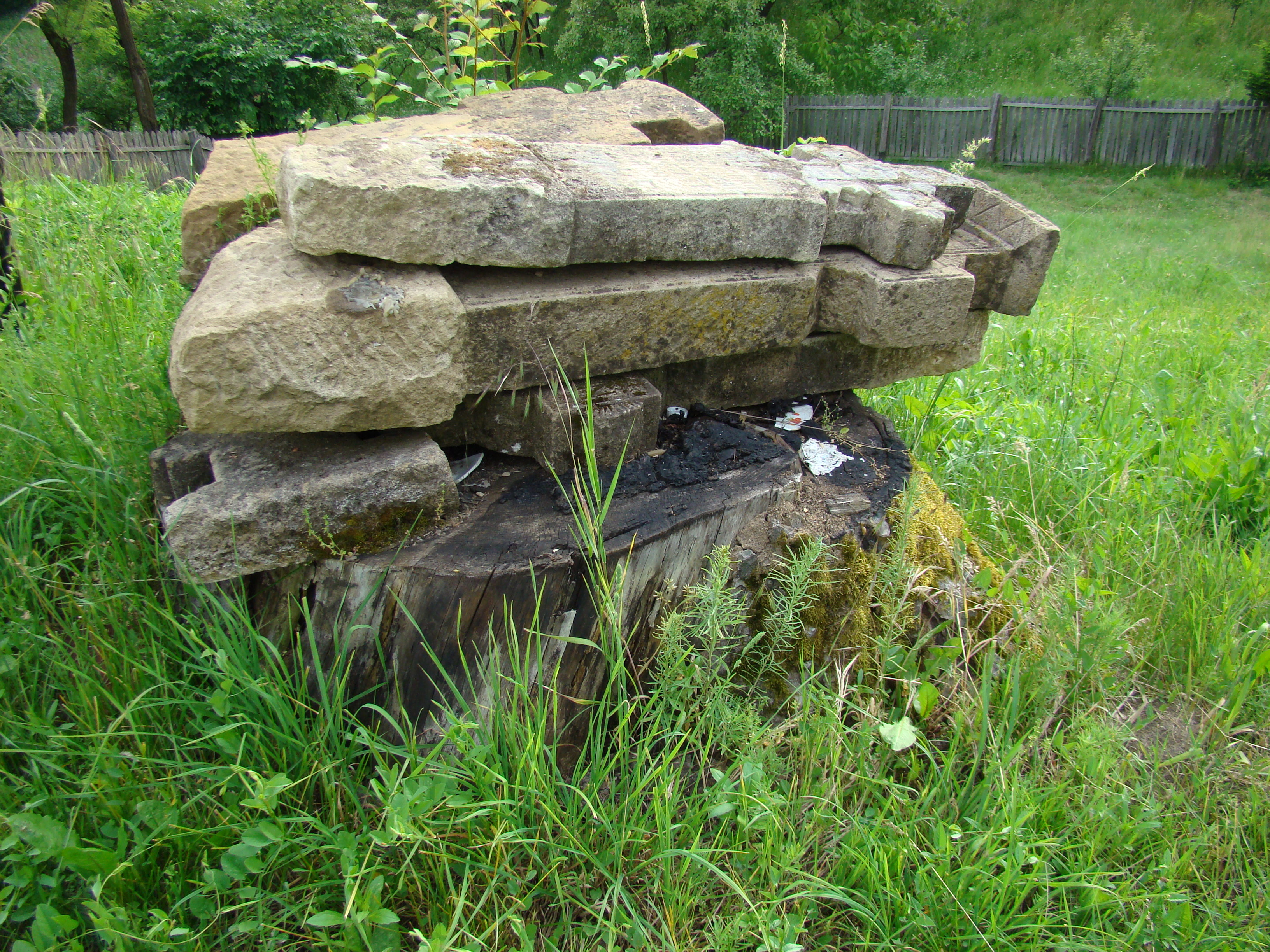
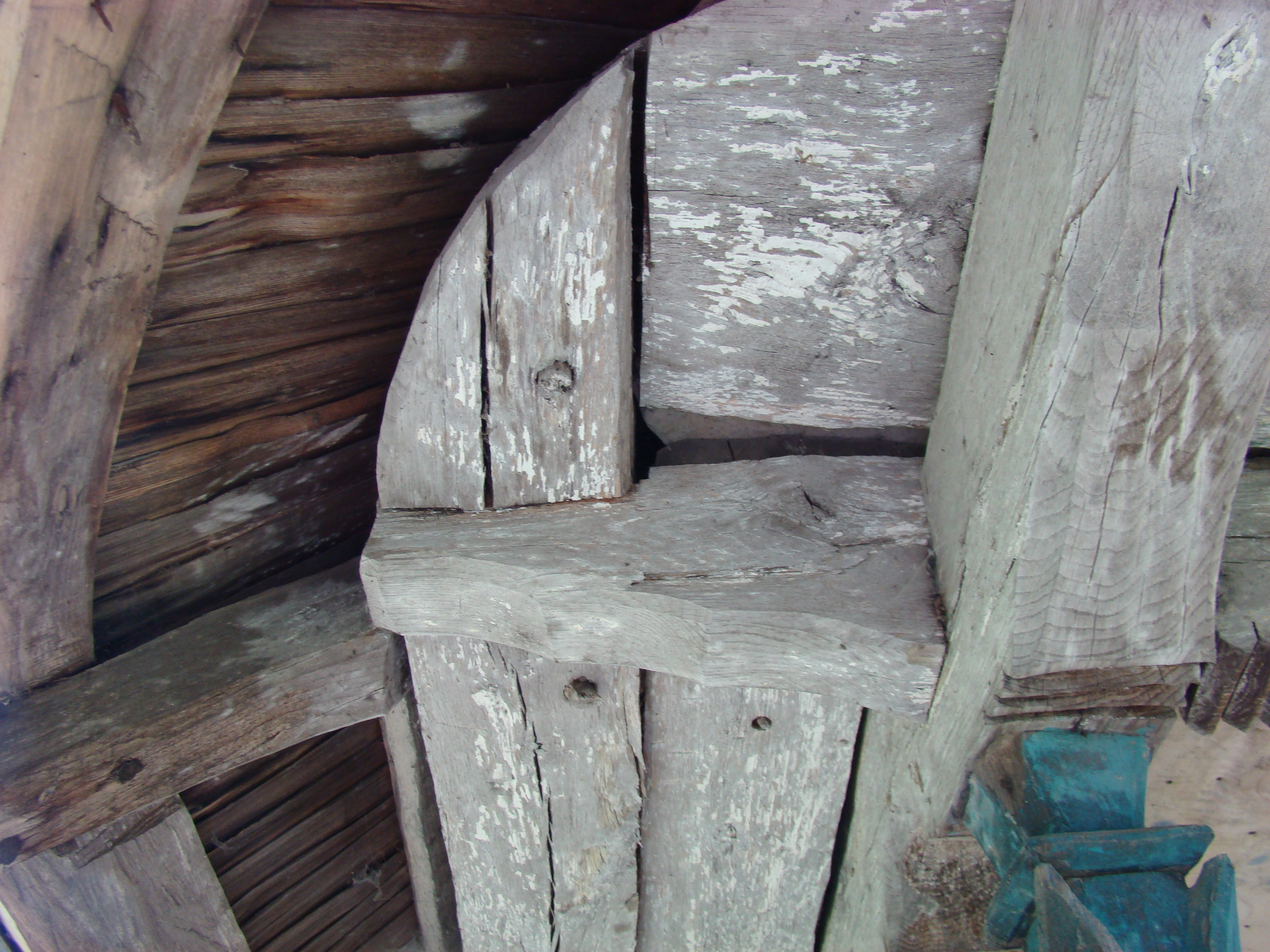
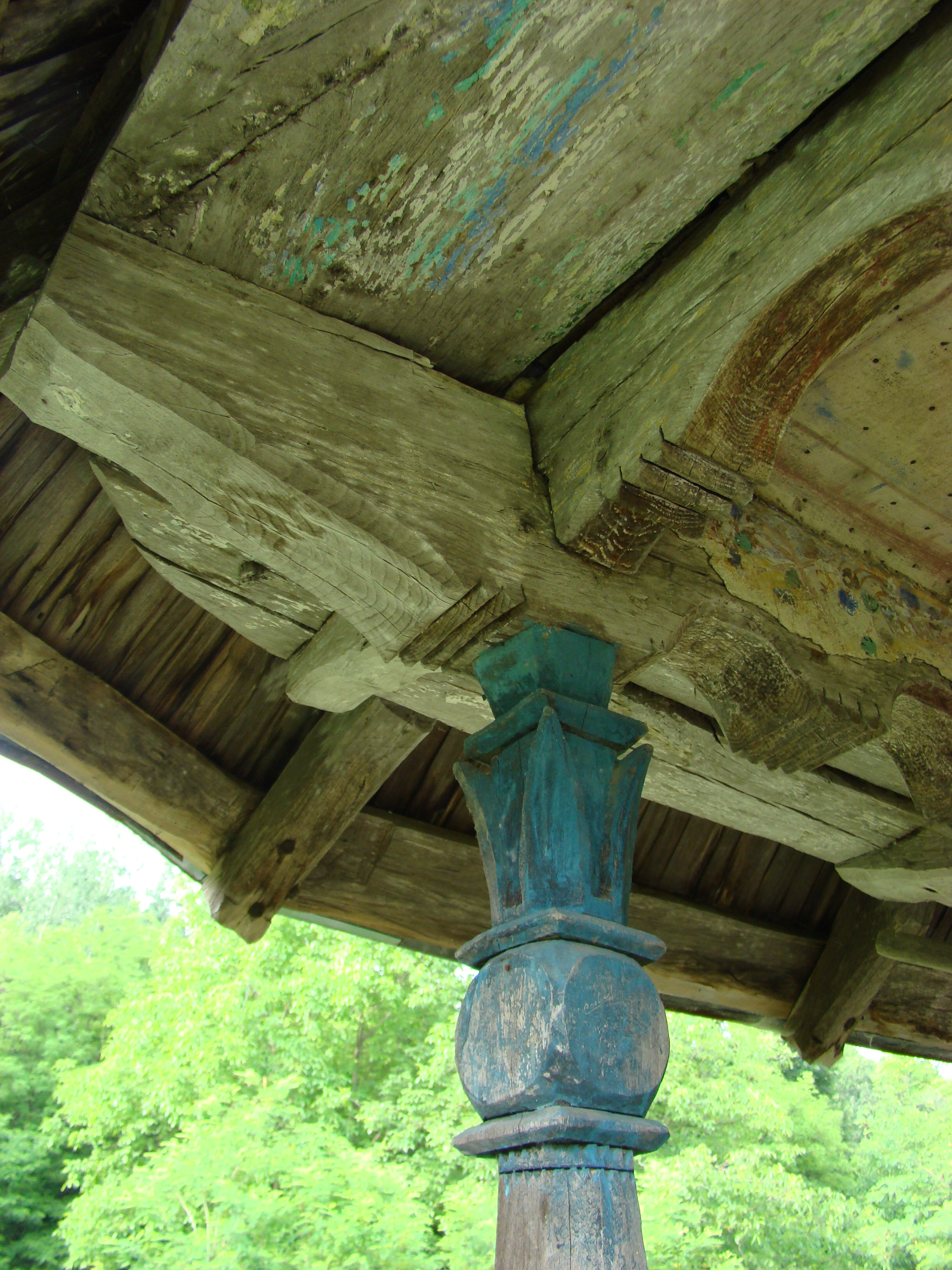
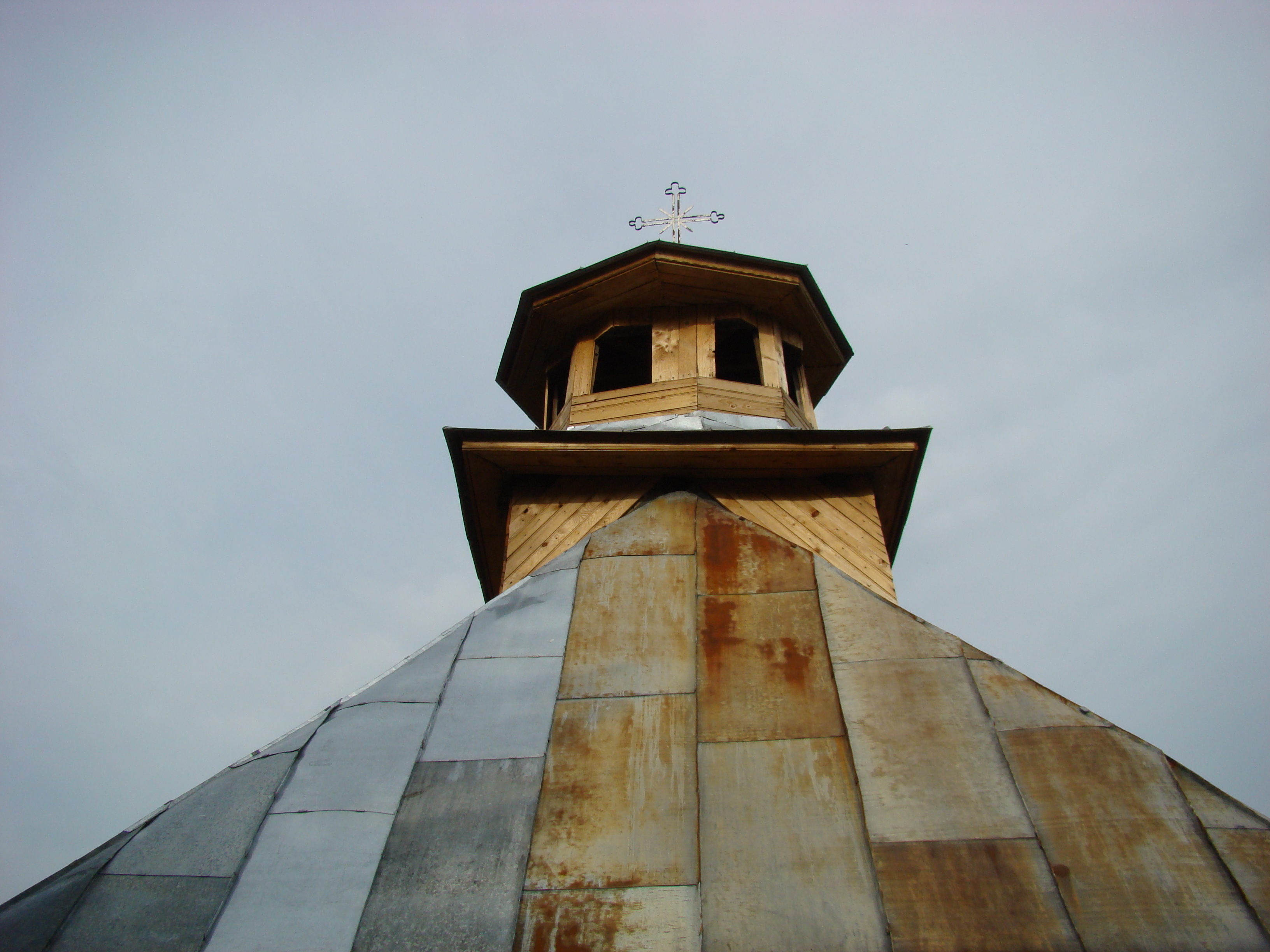
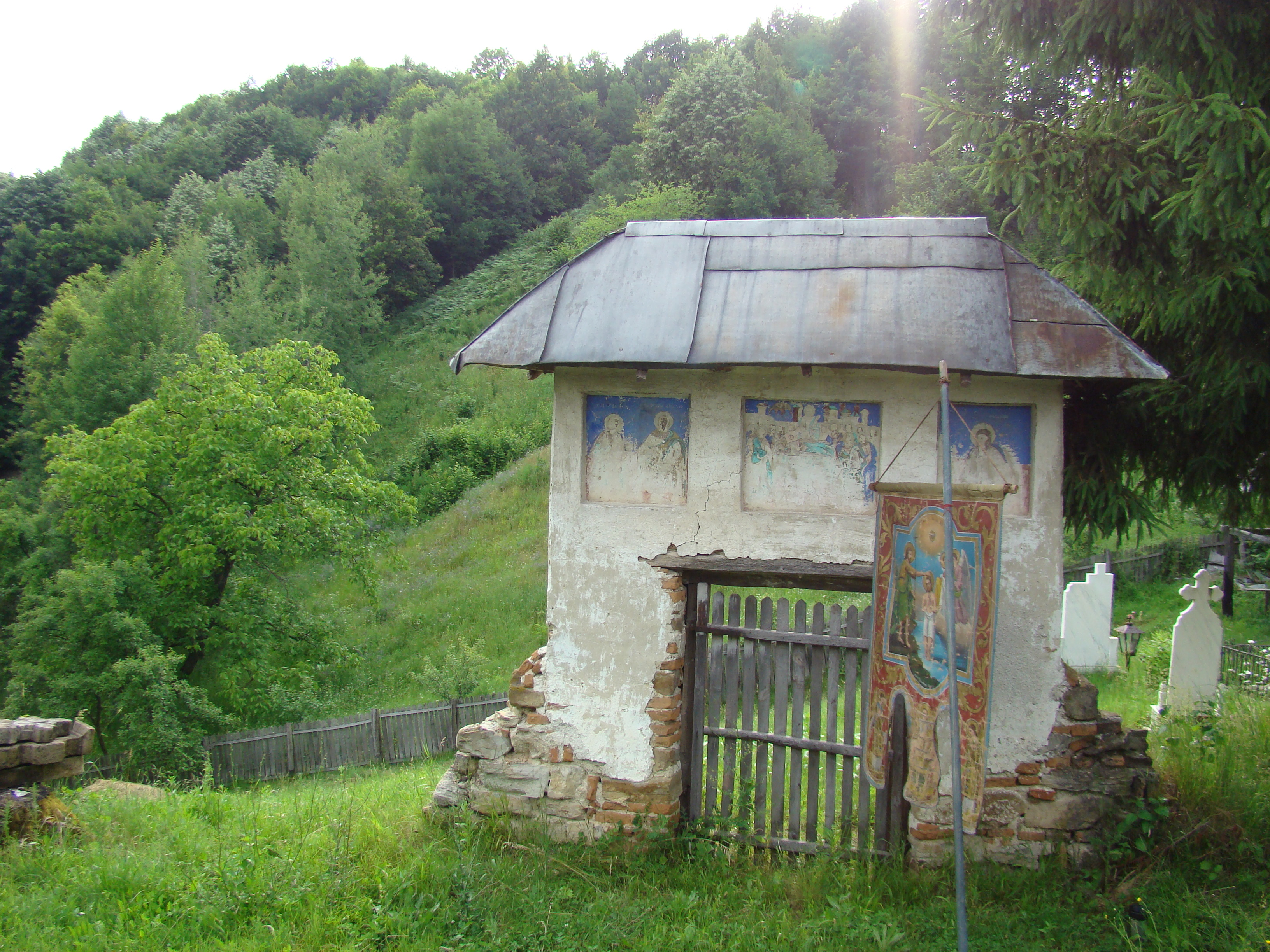
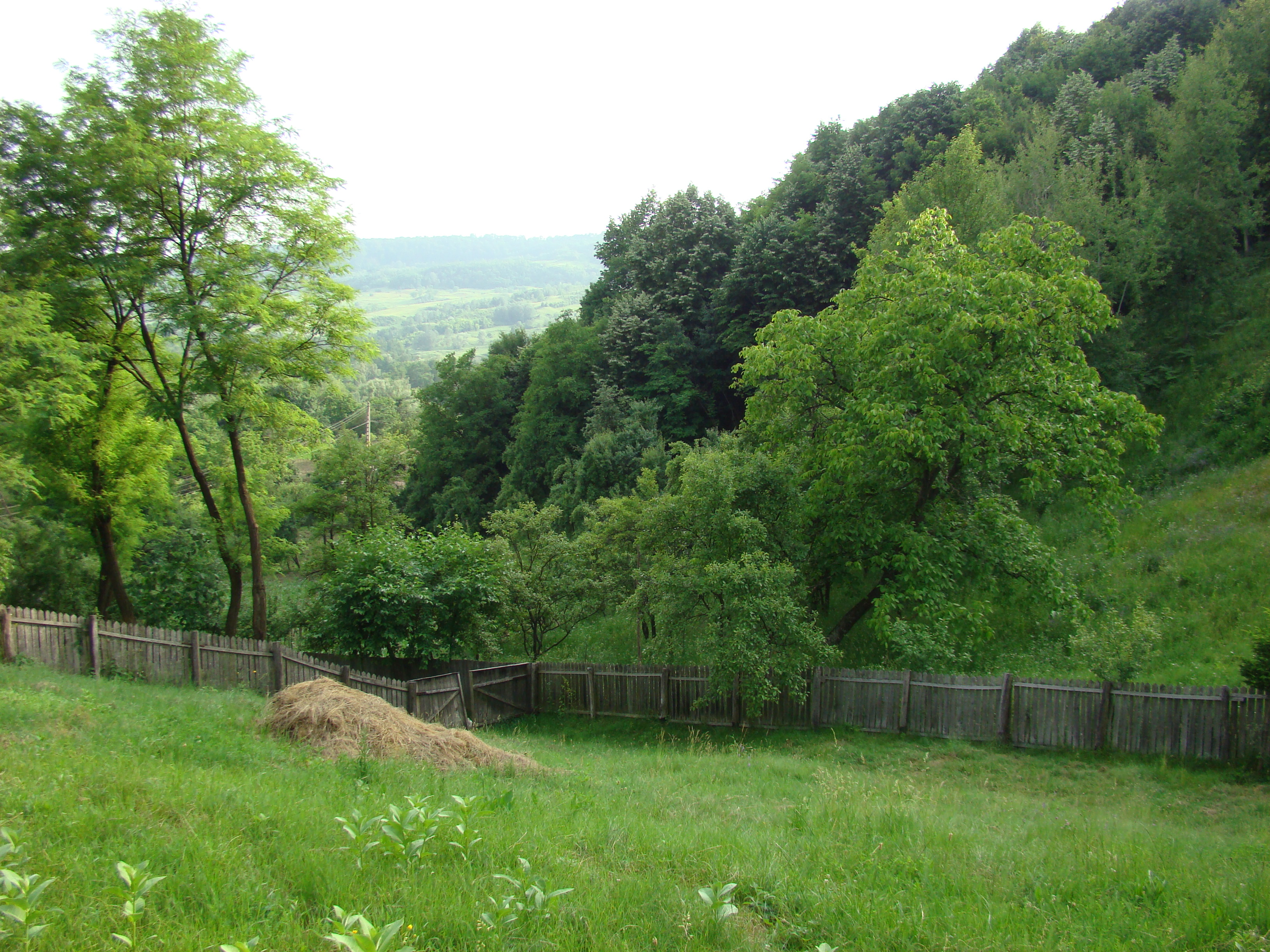